# SpaceX
Space Exploration Technologies Corporation

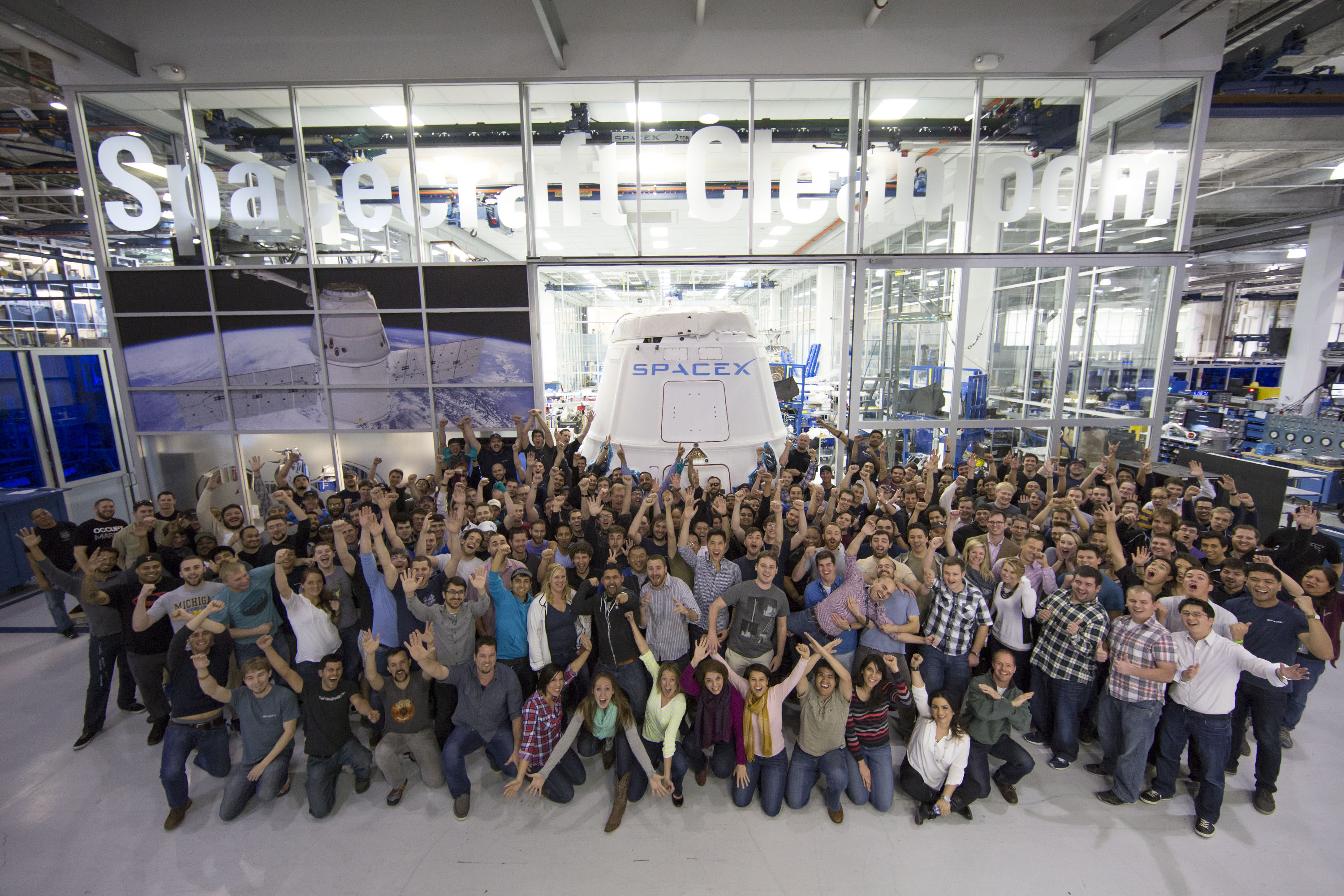
Photo d'entreprise de quelques employés de SpaceX (23 février 2015).

SpaceX, officiellement Space Exploration Technologies Corporation, est une entreprise américaine spécialisée dans le domaine de l'astronautique et du vol spatial. Fondée le 6 mai 2002 par Elon Musk, SpaceX est l'un des deux prestataires privés à qui la National Aeronautics and Space Administration (NASA) a confié un contrat de transport de fret vers la Station spatiale internationale (ISS) dans le cadre du programme COTS. L'entreprise développe par ailleurs des projets d'exploration spatiale vers la Lune et Mars, et le programme Starlink d'accès à haut débit à Internet par satellites sur Terre.
La société SpaceX conçoit, construit et commercialise les lanceurs Falcon 9, les moteurs Merlin qui les propulsent ainsi que le vaisseau cargo Dragon et sa version habitée, le Crew Dragon. Le lanceur Falcon 1, qui a été le premier lanceur de la société, n'est plus en service. Après trois échecs en 2006, 2007 et 2008, a lieu le 28 septembre 2008 le premier succès du lanceur Falcon 1, qui met ensuite en orbite le satellite d'observation malaisien RazakSAT lors de son cinquième vol, le 13 juillet 2009. Le cargo spatial Dragon, lancé par une fusée Falcon 9, œuvre dans le cadre du programme de ravitaillement de la Station spatiale internationale. SpaceX, qui emploie plus de 6 000 personnes (janvier 2019), essentiellement en Californie, dispose par ailleurs de deux installations de lancement sur la base de Cap Canaveral (les pas de tir SLC-40 et 39A), un à Vandenberg Air Force Base (le pas SLC-4E) et un autre est en cours de construction dans le sud du Texas, à Boca Chica Village. SpaceX dispose également d'un banc d'essais pour ses moteurs au Texas. Le développement de SpaceX n'aurait pu avoir lieu sans la présence de l'ingénieur de moteur fusée Tom Mueller.
En décembre 2024, SpaceX est valorisé à 350 milliards de dollars.

## Objectifs

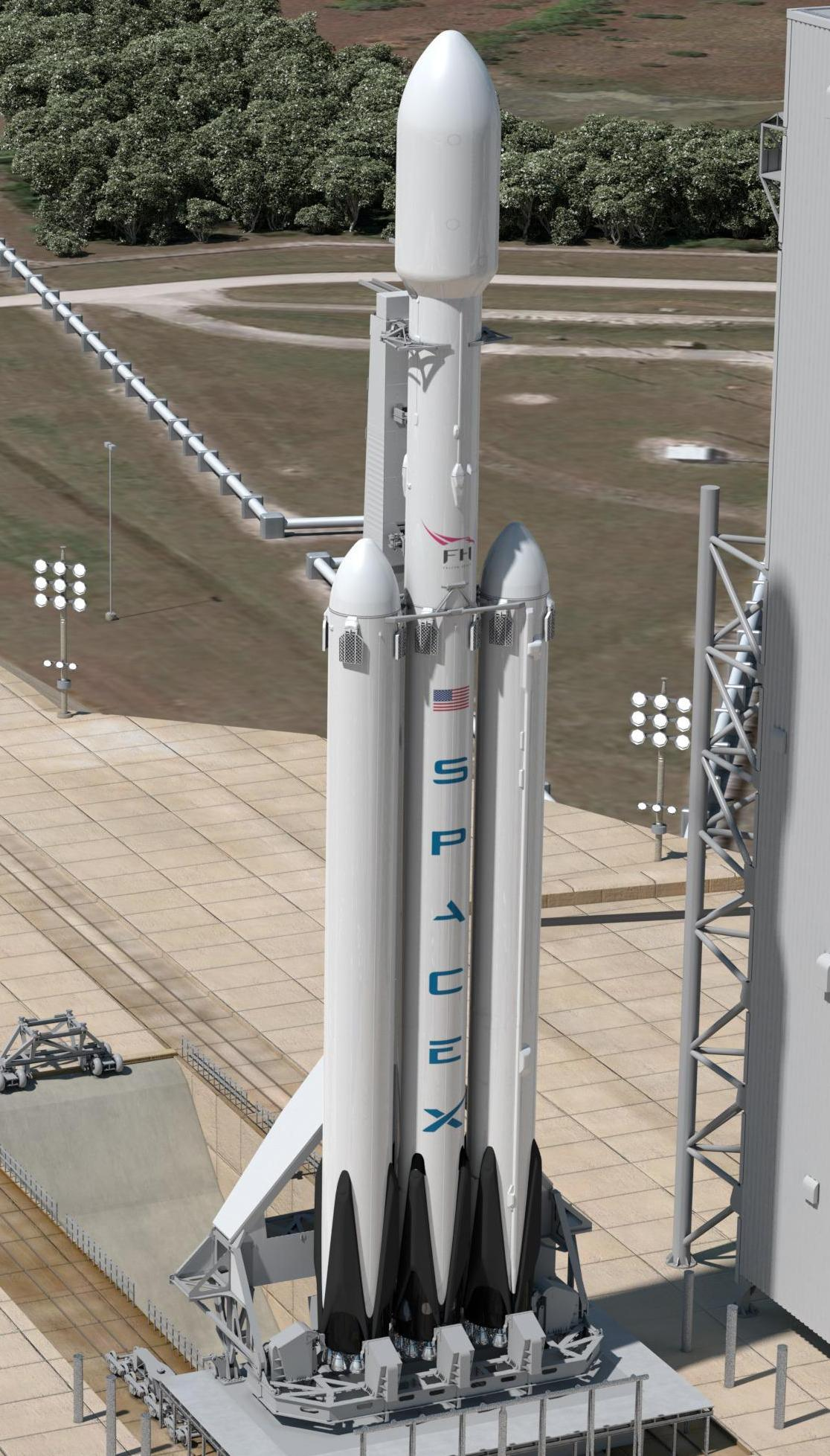
Vue d’artiste de la Falcon Heavy sur le pas de tir 39A.

Comparaison des diamètres des fusées SpaceX : de gauche à droite Falcon 9 v1.0 (2010), Falcon 9 v1.1 (2013) et le 9-Raptor qui serait le premier étage du futur transporteur colonial martien (Mars Colonial Transporter).

Le PDG de SpaceX Elon Musk déclare que l'un de ses objectifs était de réduire les coûts et d'améliorer la fiabilité de l'accès à l'espace d’un facteur de dix. L'entreprise déclarait en 2004 vouloir développer un système de transport lourd, voire super-lourd si la demande des clients suivait, sachant qu’à chaque augmentation de taille résulte une diminution significative du coût par kilogramme en orbite. Elon Musk disait alors : « Je pense que 500 $ par livre (1 100 $/kg) ou moins est très réalisable ».
SpaceX conçoit de nouvelles technologies de développement et d'ingénierie pour lui permettre de poursuivre ses différents objectifs. En 2015, des sources publiques révèlent que SpaceX développe ses propres logiciels de simulation de dynamique des fluides afin d'améliorer leur capacité de simulation, d'évaluation et de conception des moteurs de fusée.
En juin 2015, la société demande au gouvernement fédéral américain l'autorisation de commencer des essais pour un projet qui vise à construire une constellation de 4 000 satellites capables de donner accès à Internet au monde entier, y compris dans les régions les plus reculées ne disposant alors pas d’infrastructures, : le programme Starlink.
En 2022, SpaceX demande à l'agence spatiale américaine de lancer pas moins de 30 000 satellites de télécommunications afin d'établir une connexion internet haut débit accessible depuis n'importe quel point du globe.

## Historique

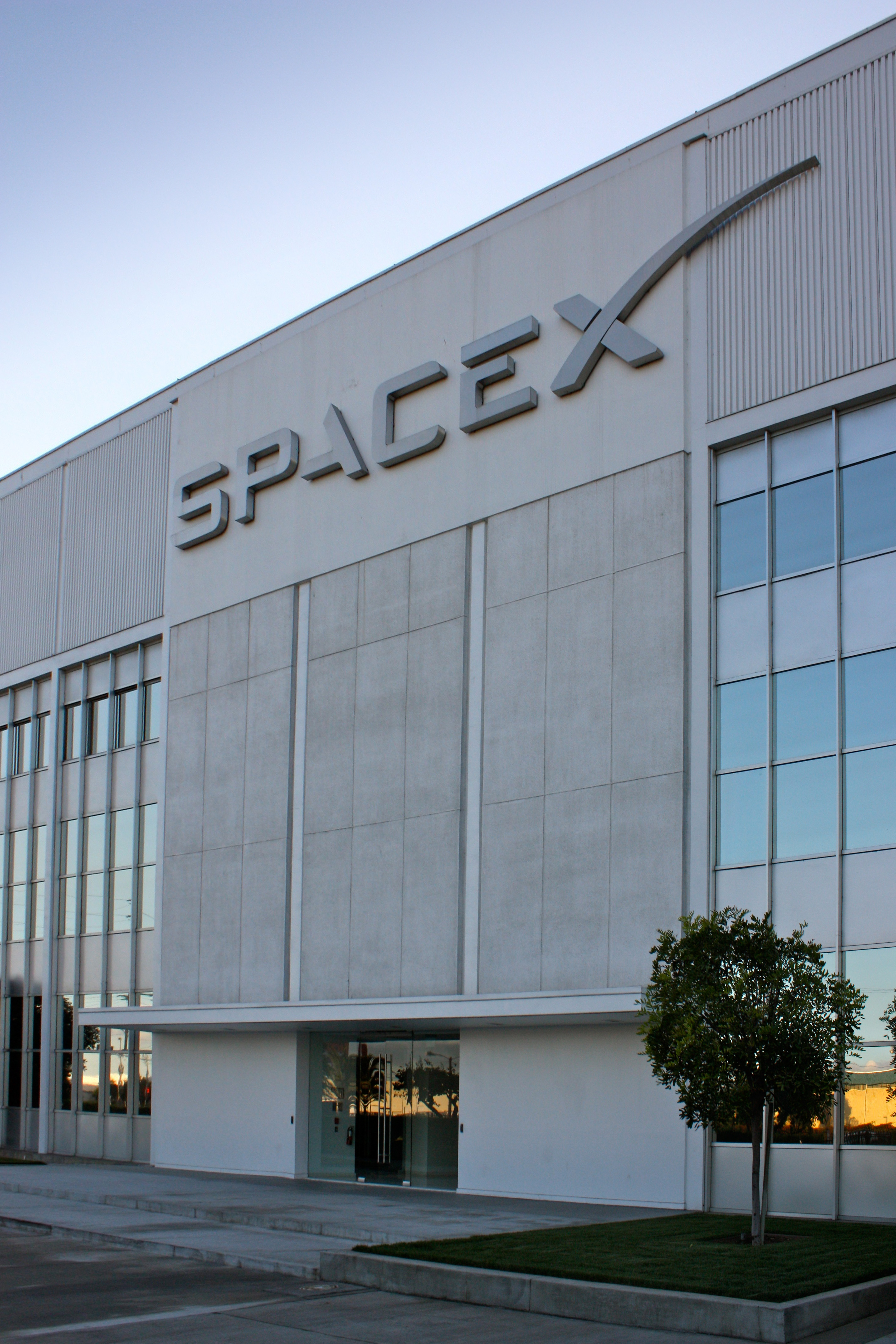
Entrée du siège de SpaceX à Hawthorne (Californie).

La société SpaceX est fondée en 2002 par Elon Musk, devenu multimillionnaire à la suite de la vente de l'entreprise PayPal, qui se désole du manque d'ambition de la National Aeronautics and Space Administration (NASA) ainsi que des Russes de NPO Lavochtkine qui ont refusé de lui vendre des missiles qu'il souhaitait convertir en fusées.
L'objectif d'Elon Musk est alors de concevoir des lanceurs réutilisables, capables de diminuer fortement le coût de mise en orbite et ainsi de permettre l'essor du spatial civil.
L'entreprise annonce en janvier 2019 le licenciement de 10 % de ses 6 000 employés.
SpaceX a bénéficié de trois milliards de dollars des États-Unis de contrats de la NASA.
En mai 2022, SpaceX cherche à lever 1,725 milliard de dollars, ce qui porterait sa valorisation à 127 milliards de dollars.

### Développement du lanceur Falcon 1

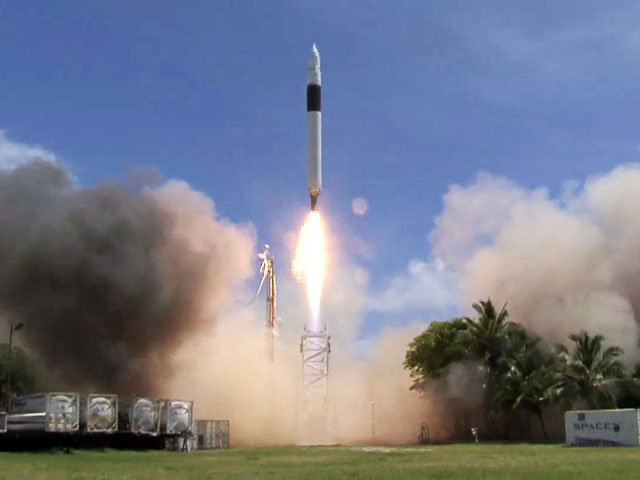
Quatrième tir de la fusée Falcon 1 le 28 septembre 2008.

Le lanceur léger Falcon 1 est le premier développement de la société. Le Falcon 1 est un lanceur théoriquement partiellement réutilisable qui peut placer, selon son constructeur, 670 kg en orbite basse. Cinq lancements de Falcon 1 ont eu lieu entre 2006 et 2009, dont trois sont des échecs. Contrairement aux autres lanceurs privés, passés ou encore opérationnels, le Falcon 1 utilise des composants entièrement conçus au sein de la société qui le commercialise.
- Le premier vol a lieu le 24 mars 2006 et est un échec : le lanceur est détruit environ une minute après le lancement.
- Le deuxième tir devait initialement avoir lieu à la base de Vandenberg sans charge commerciale[17], mais a lieu finalement le 21 mars 2007 depuis l'île d'Omelek dans l'atoll de Kwajalein. Le moteur du second étage s'éteint prématurément et la charge utile retombe sur Terre après avoir culminé jusqu'à 320 km d'altitude.
- Le troisième vol a eu lieu le 3 août 2008 et se solde également par un échec dû à la collision entre le premier et le second étage au moment de la séparation[18].
- Le quatrième vol du lanceur le 28 septembre 2008 est un succès[19].
- Le 13 juillet 2009, Falcon 1 met sur orbite avec succès le satellite d'observation malaisien RazakSAT, lors de son cinquième vol[20].

Une nouvelle version plus performante du lanceur, le Falcon 1e, a un temps été envisagée avant l'abandon du programme. Les satellites que ce lanceur était censé placer en orbite ayant soit été lancés en tant que charges secondaires, soit en grappes de plusieurs satellites sur la Falcon 9, beaucoup plus puissante.

### Participation au programme COTS

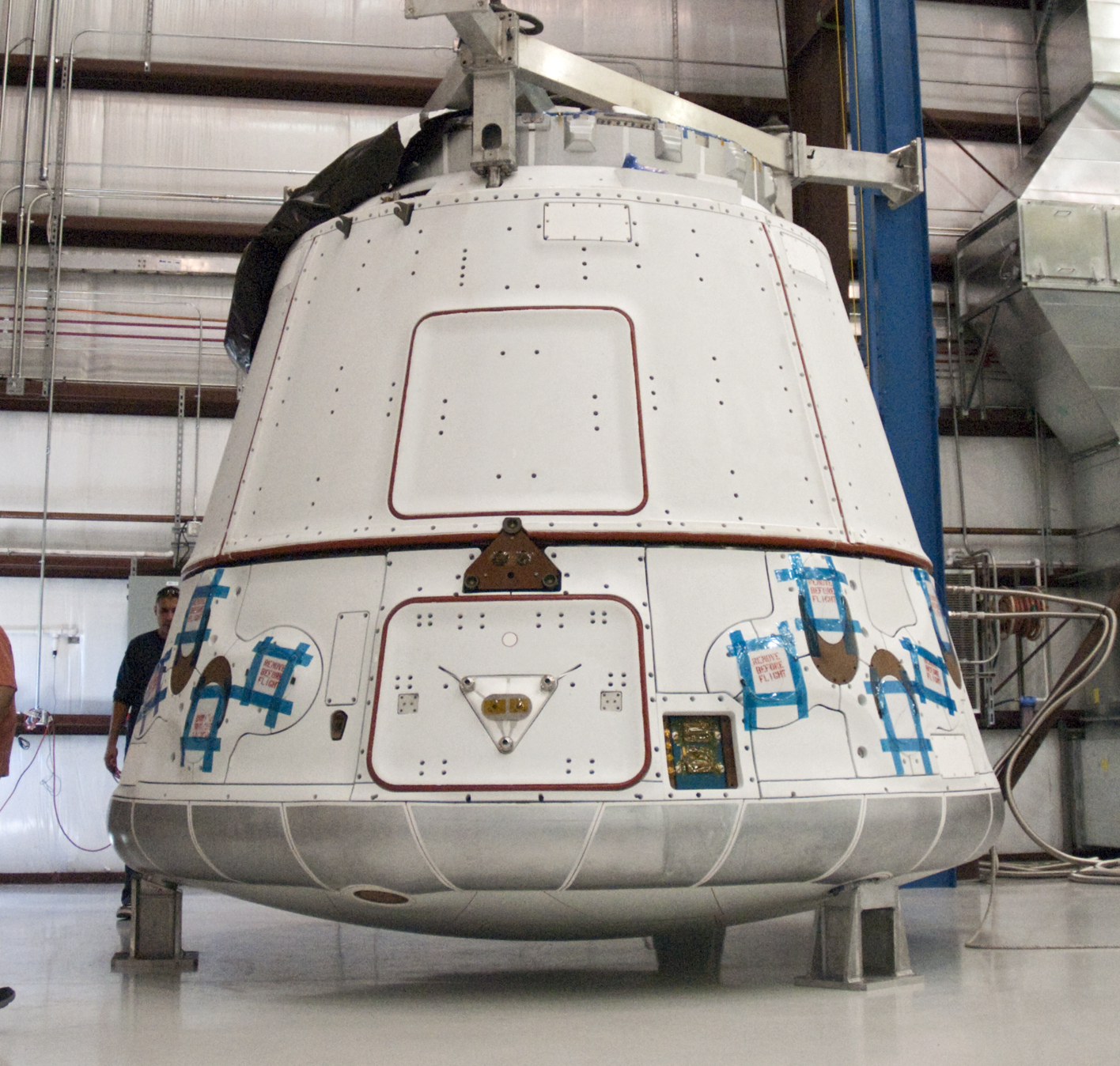
Vaisseau Dragon en cours de préparation pour le second vol de qualification du programme COTS.

À la suite du retrait planifié de la navette spatiale américaine, la NASA lance un appel d'offres pour le transport d'une partie du fret et des équipages jusqu'à la station spatiale internationale qui ne peut être pris en charge par les vaisseaux existants. L'offre de SpaceX, qui propose de développer le lanceur moyen Falcon 9 et le cargo spatial SpaceX Dragon, est retenue avec celle d'Orbital Sciences pour le transport de fret.
- La NASA passe contrat avec la société SpaceX en décembre 2008 pour le lancement de douze vaisseaux ayant une capacité cargo totale de 20 tonnes au minimum pour un montant de 1,6 milliard de dollars. Les clauses du contrat prévoient qu'il peut être étendu à concurrence d'un montant de 3,1 milliards de dollars[22].
- Le premier lancement de la fusée Falcon 9 a eu lieu le 4 juin 2010 depuis la base de lancement de Cap Canaveral. La charge utile du lanceur était constituée par une maquette du cargo spatial SpaceX Dragon[23].
- Le premier des trois vols de qualification, prévu dans le contrat avec la NASA, a lieu le 8 décembre 2010. Dans le cadre de vol baptisé Dragon C1, le lanceur Falcon 9 place le cargo spatial Dragon sur une orbite circulaire de 288 km avec une inclinaison de 34,53 degrés. Les communications sont testées et des manœuvres de changement d'orbite et de contrôle d'orientation sont effectuées par le vaisseau à l'aide de ses moteurs. Le vaisseau amerrit après avoir effectué une rentrée atmosphérique à faible distance du point prévu[24].
- En août 2011, la NASA donne son accord pour fusionner les deuxièmes et troisièmes vols de qualification. Les objectifs des deuxièmes et troisièmes vols seront assignés au deuxième vol de qualification[25],[26].
- Le second vol de qualification, baptisé Dragon C2, au cours duquel l'ensemble du processus de ravitaillement de la Station spatiale internationale doit être testé et validé, a été lancé le 22 mai 2012[27].

### Participation au programme  CCDeV
Après le retrait effectif de la navette spatiale américaine depuis l'été 2011, la NASA ne dispose plus de moyens de transport pour amener ses astronautes à la station spatiale internationale. Elle doit recourir aux Soyouz russes. La NASA lance le programme CCDev pour sélectionner de nouvelles entreprises susceptibles de travailler immédiatement sur le transport de passagers. Le programme CCDeV comprend plusieurs phases d'étude. À chaque phase, une somme est allouée aux sociétés ayant été retenues dans le cadre d'un appel d'offres pour mener des études plus ou moins poussées. En avril 2011, SpaceX est sélectionnée pour le développement d'un système d'éjection utilisé en cas de défaillance du lanceur.
Le 16 septembre 2014, la NASA choisit Boeing et SpaceX pour concevoir et construire des « taxis de l'espace » qui transporteront les astronautes vers la station spatiale internationale.
Le 2 mars 2019, SpaceX réussit la mise en orbite du premier Crew Dragon, devenant la première entreprise privée de l'histoire à envoyer un vaisseau capable d'emporter des astronautes dans l'espace.

### Le premier décollage de la Falcon Heavy
Le 6 février 2018, SpaceX réussit le lancement de la première fusée Falcon Heavy et récupère les deux boosters collatéraux avec un atterrissage synchronisé sur les zones d'atterrissage 1 et 2, en Floride. Toutefois, à cause d'un problème technique, l'étage principal ne se posera pas comme prévu sur la barge prévue à cet effet. La fusée met en orbite la Tesla Roadster rouge cerise 2008 d'Elon Musk avec à son bord un mannequin dénommé Starman. Après avoir passé 6 heures en orbite basse, le moteur Merlin 1D du second étage effectua une dernière propulsion afin d'envoyer la voiture en direction de l'orbite martienne (mais pas en direction de Mars, que la voiture n'approchera pas à court terme).

## Fusées réutilisables

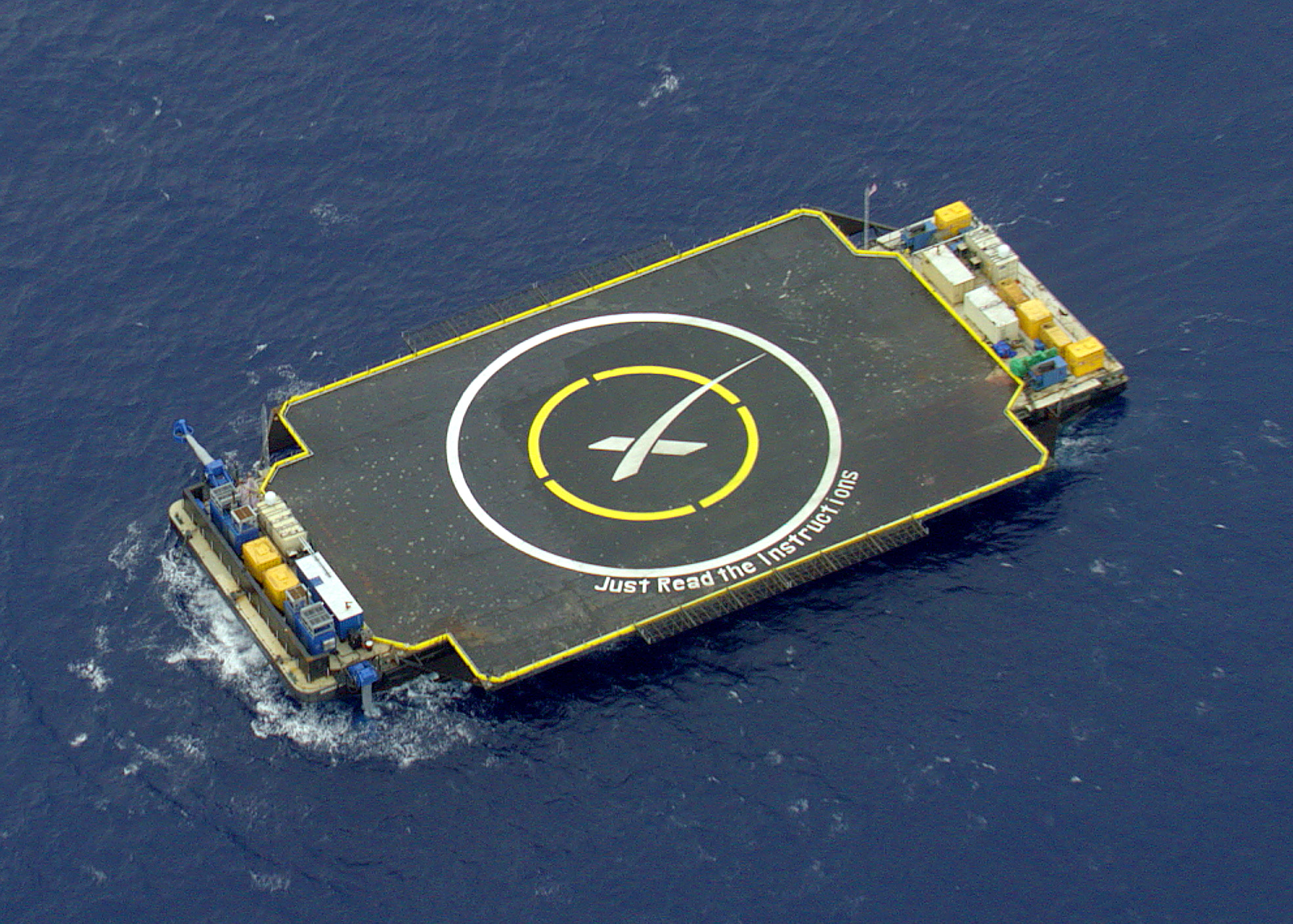
Plateforme d’atterrissage SpaceX ASDS en position pour le vol 17 de la mission CRS-6.

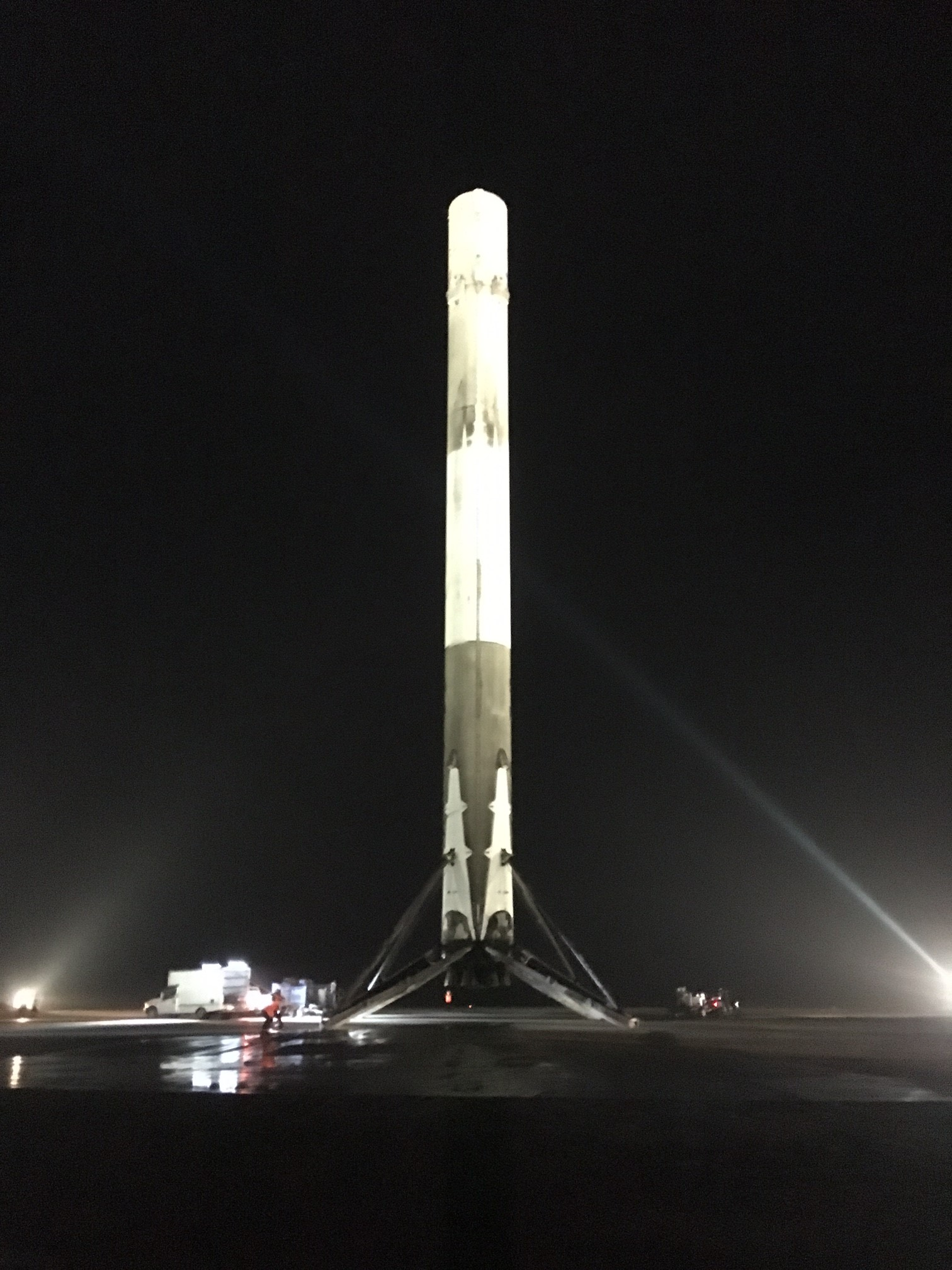
Premier étage de la fusée Falcon 9 après son atterrissage.

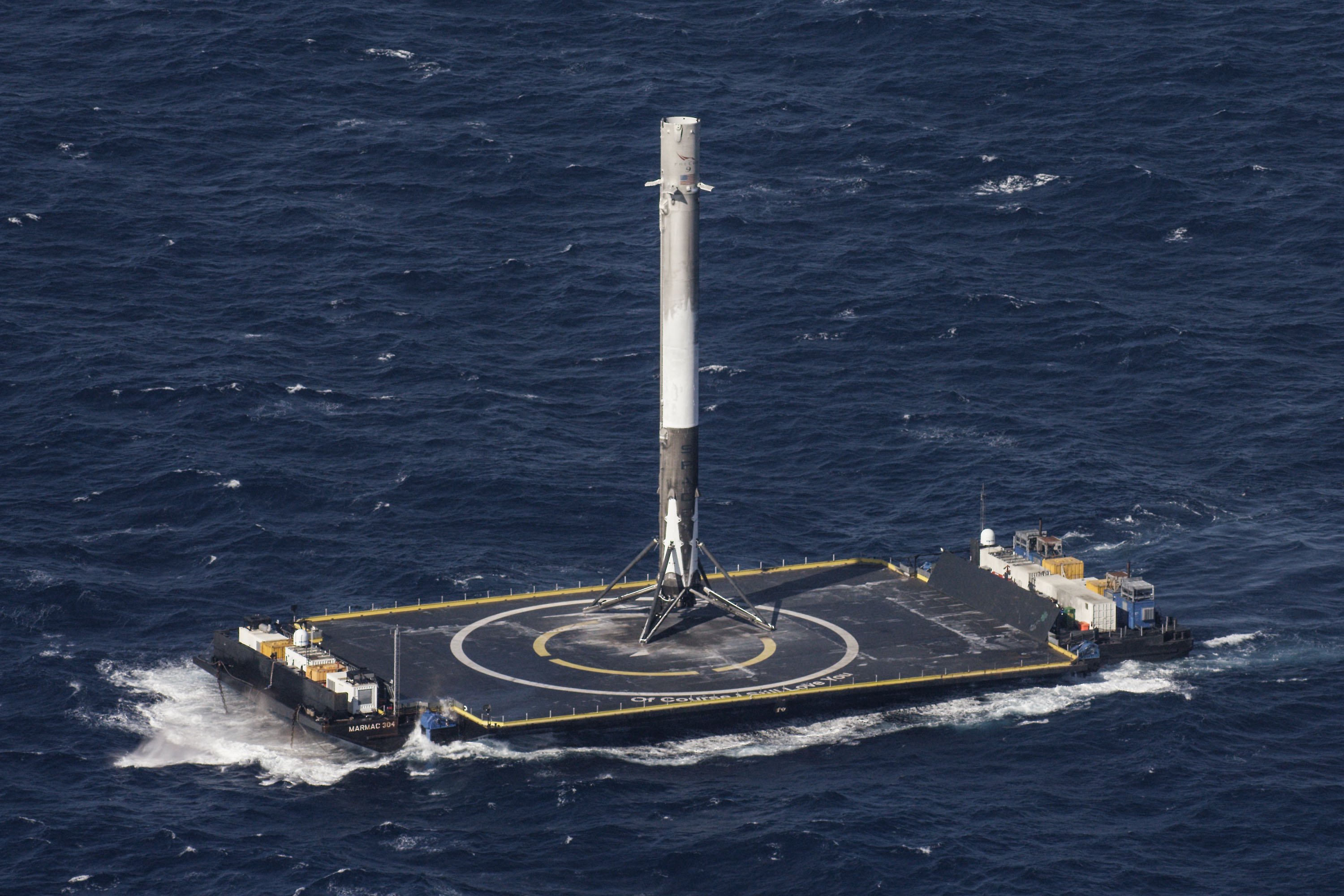
Premier étage de la fusée Falcon 9 lors de la mission CRS-8 après son atterrissage sur la plateforme maritime.

Depuis le début du développement de ses fusées, SpaceX souhaite les rendre au moins en partie réutilisables pour permettre de diminuer les coûts. Dans le cadre de cet effort, un prototype, le Grasshopper, a été développé pour mettre au point les technologies nécessaires, puis SpaceX a tenté de faire atterrir de manière autonome le premier étage des fusées Falcon 9. Plusieurs tentatives ont dans un premier temps réussi la phase préliminaire qui consiste à faire revenir les fusées Falcon 9 vers la Terre d’une manière contrôlée. Les fusées ont été en mesure de ralentir à une vitesse appropriée avant l'atterrissage et de déployer avec succès les jambes d’atterrissage. Ces essais ont cependant eu lieu sur l'océan et non pas sur une rampe de lancement d’une de leurs installations. À la suite de ces essais, SpaceX a commencé des tests pour voir si la fusée pourrait atterrir sur une plate-forme solide. Pour des raisons de sécurité, SpaceX a conçu une plateforme maritime autonome permettant de servir de rampe d’atterrissage au milieu de l’océan.
Le 10 janvier 2015, lors de la mission CRS-5 (Commercial Resupply Service 5) à destination de l’ISS, le premier étage de la fusée a été lancé avec comme objectif d’être la première fusée à revenir se reposer sur terre pour être réutilisée. L'engin a réussi à s’approcher de la plateforme d’atterrissage, mais avec une trop grande vitesse. La fusée s’est alors renversée et est tombée dans l'eau et a été en grande partie détruite. Le navire drone a également connu quelques dommages structurels, mais rien d'irréparable. Elon Musk tweete alors « landed hard » (s’est posé violemment). La cause de cet échec a été découverte après coup. Il s’agissait des panneaux cellulaires supersoniques de contrôle montés en haut de l'étage afin de contrôler et stabiliser la descente. Le fluide hydraulique permettant de les actionner n’était plus en quantité suffisante et les panneaux cellulaires ont cessé de fonctionner correctement.
Durant la tentative suivante au cours de la mission CRS-6, SpaceX a de nouveau été en mesure d’atteindre la plateforme maritime cible, mais deux problèmes se sont produits lors de l'atterrissage. Le premier est que le premier étage de la fusée est arrivé avec une vitesse latérale plus élevée que prévu, la fusée a tout de même réussi à se poser. Cependant, le vaisseau spatial a commencé à basculer sur le côté et le propergol utilisé pour le contrôle de la stabilité qui aurait dû empêcher la fusée de basculer n’a pas fonctionné en raison d’une vanne coincée. La fusée a donc de nouveau basculé dans l'eau et a été en grande partie détruite. Les deux vaisseaux spatiaux détruits ont été ramenés aux installations SpaceX pour analyse. Bien que ces deux essais d’atterrissage aient été des échecs, les capsules dragon de chaque mission ont bien atteint la Station spatiale internationale en toute sécurité.
Le 21 décembre 2015, SpaceX a finalement réussi à atterrir avec succès, ce qui constituait une première pour un lancement orbital. L'atterrissage a eu lieu dans le cadre de la deuxième mission en partenariat avec Orbcomm au Landing Zone 1 du centre spatial Kennedy sur la terre ferme donc. Cet atterrissage sur la terre ferme était possible en raison de la configuration de la mission qui permettait une approche à une vitesse moins élevée que pour d’autres missions.
En janvier 2016, une autre tentative d'atterrissage sur la plateforme maritime a été effectuée. L'engin a atterri sur le navire à 1,3 mètre du centre de la surface d'atterrissage et à une vitesse appropriée, mais une jambe d'atterrissage n'a pas réussi à se déployer et la fusée s’est renversée et a été détruite. L'échec du déploiement de la jambe a été attribué à la glace de condensation du brouillard qui était présent sur la base de Vandenberg avant le lancement.
Le 8 avril 2016, la fusée a réussi pour la première fois à se poser sans dommages sur la plateforme maritime,,,. L'exploit est réitéré le 6 mai 2016. Le 27 mai 2016, le Falcon 9 de la mission THAICOM 8 réussit à se poser sur la barge d’atterrissage. Après trois succès consécutifs, le programme est marqué par un nouvel échec, le 16 juin 2016, Elon Musk écrit alors « que la poussée d'un des trois moteurs utilisés pour l'atterrissage avait montré des signes de faiblesse et une faible poussée ». Le 18 juillet 2016 durant la mission CRS 9, la fusée se pose sans problème. Le 14 août 2016, SpaceX réussit à poser sa fusée sur la barge autonome après un retour à haute énergie lors de la mise en orbite du satellite JCSAT-16.
Le 1er septembre 2016, un accident a lieu lors du lancement prévu d'une fusée du même type, provoquant la destruction de cette dernière. Quatre mois s’écoulent ensuite avant l'annonce de la reprise des lancements de fusées, qui prendra donc place le 8 janvier 2017.
Le 14 janvier 2017, le Falcon 9 reprend son activité et met 11 satellites Iridium NEXT de la société IridiumComm en orbite avant de se reposer avec succès sur la plateforme d'atterrissage maritime.
Dans la nuit du 30 au 31 mars 2017, la mission SES-10 a abouti à la mise en orbite d'un satellite de télécommunications luxembourgeois, à l'aide de la première fusée Falcon 9 dont le premier étage provient d'un autre lancement. Il s'agit de mener à son terme la faisabilité des fusées réutilisables, cruciales pour l'avenir de l'entreprise. Ce premier étage devra ensuite revenir sur une barge de récupération en mer, dénommée Of Course I Still Love You.
Le 6 février 2018, Spacex lance pour la première fois la Falcon Heavy. Comme prévu, les deux propulseurs d'appoint, après séparation du reste de la fusée à une altitude de 60 km et alors que leur vitesse a atteint 6 900 km/h, effectuent les manœuvres de freinage puis de réorientation pour revenir se poser sur leur plate-forme respective à Cape Canaveral 8 minutes et 20 secondes après leur décollage. Le premier étage central doit effectuer la même manœuvre, mais celle-ci est entamée à une altitude 90 km et à une vitesse de 9 500 km/h ce qui la rend nettement plus difficile. Sa récupération doit se faire sur une barge dans l'océan Atlantique à 350 kilomètres au large de la côte de Floride. La manœuvre échoue ; l'étage sombre dans l'océan Atlantique à une centaine de mètres de la barge en percutant la surface de l'océan à une vitesse de 480 km/h. Deux des trois moteurs-fusées qui devaient fonctionner brièvement une dernière fois avant l'atterrissage pour annuler la vitesse restante n'ont pu être rallumés, faute de disposer des produits hypergoliques (triéthylaluminium et triéthylborane) utilisés à cet effet. Ceux-ci avaient été complètement consommés au cours des allumages précédents.
Le 11 avril 2019, lors du second vol de la Falcon Heavy, SpaceX a tenté d'améliorer son expérience précédente. La mission Arabsat-6A, est couronnée par un succès total, avec la mise en orbite nominale du satellite et aussi l'atterrissage des deux boosters latéraux B1052 et B1053 sur les zones d'atterrissage LZ-1 et LZ-2 du centre spatial Kennedy, et celui de l'étage central B1055, sur la plateforme d'atterrissage « Of Course I Still Love You », positionnée à 967 km des côtes, pour la première fois. Malheureusement, le corps central est tombé lors du retour de l'équipage vers Port Canaveral. Cependant, les deux boosters latéraux devraient redécoller avec la mission STP-2 d'ici juin 2019.
Le 30 mai 2020, SpaceX envoie 2 astronautes dans l'espace dans le but d'atteindre l'ISS. Ces 2 passagers sont Robert Behnken et Douglas Hurley, qui ont tous deux déjà volé deux fois. C'est la première organisation privée au monde à envoyer des astronautes dans l'espace.
SpaceX mise sur la ré-utilisabilité de la plupart des composants de ses véhicules pour réduire le prix d'un lancement. La récupération des demi-coiffes protégeant la charge utile, coûtant environ 5 millions la paire, fait partie de cet effort. En effet, ces dernières sont équipées de légers propulseurs et de parachutes permettant leur atterrissage dans le filet de capture du Mr. Steven (en) (un navire spécialement aménagé à cette fin, utilisé jusqu'au début de l'année 2021), ou directement dans l'océan.

## Échecs et dysfonctionnements
- Le 1er mars 2013, une capsule spatiale Dragon en orbite a développé des problèmes avec ses propulseurs. En raison de soupapes de carburant bloquées, l'engin était incapable de se contrôler correctement. Les ingénieurs ont cependant réussi à réparer à distance les blocages. En raison de ce problème, l'engin est arrivé et s’est amarré à la Station spatiale internationale un jour plus tard que prévu[52].
- Le 28 juin 2015, la mission CRS-7 est lancée par un Falcon 9 surmonté d'une capsule Dragon sans pilote destinée à ravitailler la station spatiale internationale. Toutes les statistiques étaient nominales jusqu'à 2 minutes et 19 secondes quand un nuage de vapeur a commencé à se former à l'extérieur de l'engin. Quelques secondes après que ce nuage est apparu, une perte de pression du réservoir d'hélium s’est produite, après quoi les réservoirs ont explosé, ce qui a causé l’échec complet de la mission[53]. Le logiciel n'étant pas programmé pour déployer le parachute de la capsule du Dragon après un échec du lancement, le Dragon s’est écrasé[54]. L'enquête a montré qu’un support des réservoirs d'hélium aurait éclaté sous la force d'accélération, d'où fuite de gaz et désintégration de la fusée. À la suite de cet accident, SpaceX a cessé ses vols pendant environ 6 mois et a révisé la conception de la Falcon 9. Une nouvelle version nommée Falcon 9 Full Thrust est depuis en service avec des réservoirs supercryogéniques permettant un gain de densité important et une amélioration des performances générales de l'ordre de 33 %.
- Le 1er septembre 2016, une autre fusée Falcon 9 explose sur le pas de tir de Cap Canaveral lors d'essais statiques de routine pour valider la séquence d'allumage. Elle devait mettre en orbite deux jours plus tard un satellite de fabrication israélienne Amos-6 commandé par Intelsat et Facebook pour développer l'accès Internet en Afrique[55]. Le satellite a été détruit dans cette catastrophe. À la suite de cet accident, Space X interrompt ses vols jusqu'au 14 janvier 2017, date de reprise des lancements des fusées[48]. Les investigations conduites par Space X conjointement avec l'U.S. Air Force, la NASA et le National Transportation Safety Board (NTSB) ont permis de conclure que l'explosion était due à l'accumulation d'oxygène liquide cryogénique dans un vide ou une déformation du revêtement du réservoir sous pression composite du deuxième étage à l'intérieur du réservoir d’oxygène liquide (LOX)[56].
- Le 19 janvier 2020, la mission 2020 In-flight abort test, ou test d'éjection en vol du Crew Dragon, fait s'envoler le booster B1046 et la capsule  Crew Dragon 2 C205. Il s'agissait d'un test permettant de vérifier le bon fonctionnement du système de secours pendant la période de Max-Q. À +1:36 secondes du décollage, après l'éjection de la capsule, le lanceur a explosé à cause des forces aérodynamiques. Ce fût toutefois prévu. La capsule amerrit 7 minutes plus tard, marquant la réussite du test.
- Les 6 prototypes SN1, SN3, SN8, SN9, SN10 et SN11 sont détruits pendant leurs phases de test. Si les 2 premiers explosent au sol lors de tests de remplissage d'ergols, SN8 et SN9 explosent pendant leurs atterrissages, après avoir fait des tests suborbitaux à 12,5 km. SN10 explose lui aussi, après un atterrissage compliqué, et SN11 sera détruit pendant le rallumage de ses moteurs, quelques secondes avant d'atterrir.

## Les installations de SpaceX

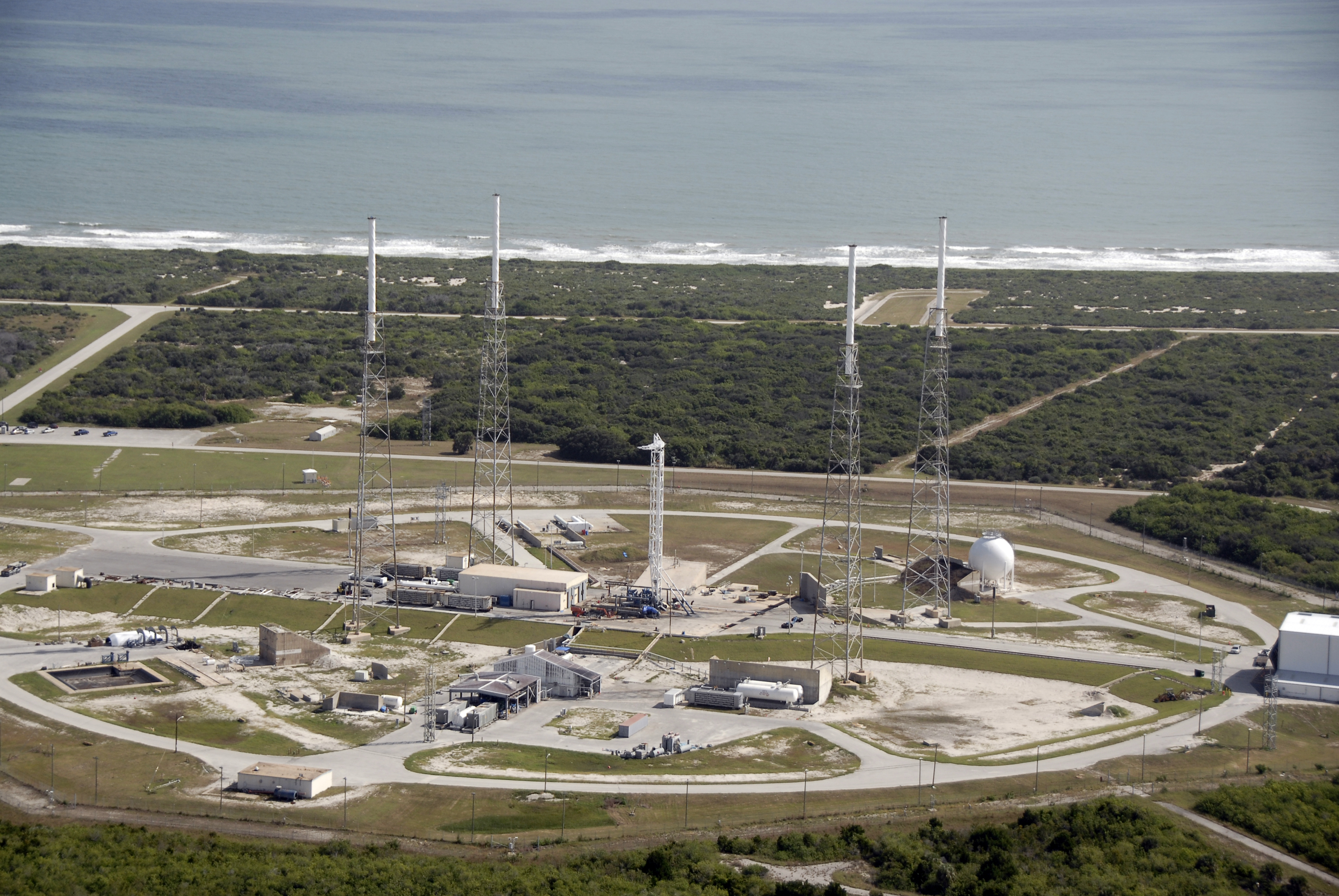
Le site de lancement à Cap Canaveral.

Le siège, les bureaux d'études et les installations industrielles de SpaceX sont situés à Hawthorne en Californie, près de l'aéroport de Los Angeles. SpaceX y dispose d'une surface couverte de 5,1 hectares permettant d'assembler en parallèle trois lanceurs Falcon 9 ainsi que deux douzaines de moteurs Merlin et trois lanceurs Falcon 1.
Les moteurs sont testés sur un banc d'essais situé à McGregor au Texas. Ce site est aussi utilisé pour les tests du prototype « Grasshopper », consistant à faire décoller et atterrir verticalement le premier étage d'une fusée Falcon 9.
Pour lancer ses Falcon 9, ses Falcon Heavy et ses Starship, la société dispose :
- du pad SLC-40 : une installation de lancement sur la base de Cap Canaveral ;
- du pad LC-39A : au centre spatial Kennedy (le complexe de lancement 39A), réaménagement d'un pas de tir du centre spatial Kennedy utilisé autrefois pour le lancement de la Saturn V ou de la Navette spatiale américaine afin d'y effectuer les tirs du lanceur Falcon 9 ou Falcon Heavy ;
- du pad SLC-4E à Vandenberg Air Force Base pour les tirs depuis la côte ouest des États-Unis ;
- une quatrième base de lancement, réservée aux Starship, la SpaceX Starbase est construite à Boca Chica Village à environ 25 km à l'est de Brownsville (État du Texas) en bordure du golfe du Mexique et à quelques kilomètres de la frontière entre les États-Unis et le Mexique. Contrairement aux autres installations de lancement qui dépendent du gouvernement américain (NASA et l’Armée de l'Air américaine), la Starbase appartient en propre à la société, ce qui lui donne plus de latitude dans l'exploitation du site. SpaceX a investi 100 millions de dollars (environ 88 millions d'euros) dans ce complexe de lancement. Les travaux ont débuté en 2015[59] et le premier lancement (suborbital) depuis ce site a lieu en 2019.

Pour l'atterrissage des premiers étages des lanceurs Falcon 9 ou Heavy, la société dispose :
- des Landing Zone 1 (LZ-1) et LZ-2, situées à Cap Canaveral, utilisables lors des lancements depuis le pad SLC-40 et ceux depuis le pad LC-39A ;
- de la Landing Zone 4 (LZ-4) à Vandenberg Air Force Base (proche du pad SLC-4E), lors de lancements depuis la côte Est.
- de deux barges de récupération, « Of Course I Still Love You » sur la Côte-Est et « Just Read the Instructions » sur la Côte-Ouest.

L'entreprise emploie en tout environ 9 500 personnes.
Courant juillet 2024, Elon Musk annonce le déménagement du siège social de SpaceX à partir de Hawthorne jusqu'à la Starbase au Texas, le justifiant par la mise en place d'une loi de l'État de Californie sur la question de la transidentité, mais en pratique aussi pour des raisons fiscales et réglementaires.

## Les productions de la société SpaceX

### Le lanceur super-lourd Starship
Starship est la fusée créée par SpaceX pour permettre la colonisation de la Lune ou Mars, développer le tourisme spatial, et relier plusieurs points de la Terre en moins de 50 minutes (Paris-New York en 30 minutes). Il agit en tandem avec le booster SuperHeavy, qui sera réutilisable, comme un booster de Falcon 9.
Ce vaisseau serait capable de transporter 100 tonnes en orbite basse, puis 150 tonnes lorsque optimisé.
Les premiers essais du prototype StarHopper se sont déroulés en avril 2019 depuis Boca Chica Village au sud du Texas, où le véhicule a réalisé ses premiers sauts. Ce prototype est destiné aux toutes premières phases de test du véhicule, c'est-à-dire plusieurs décollages progressifs, jusqu'aux tests orbitaux.

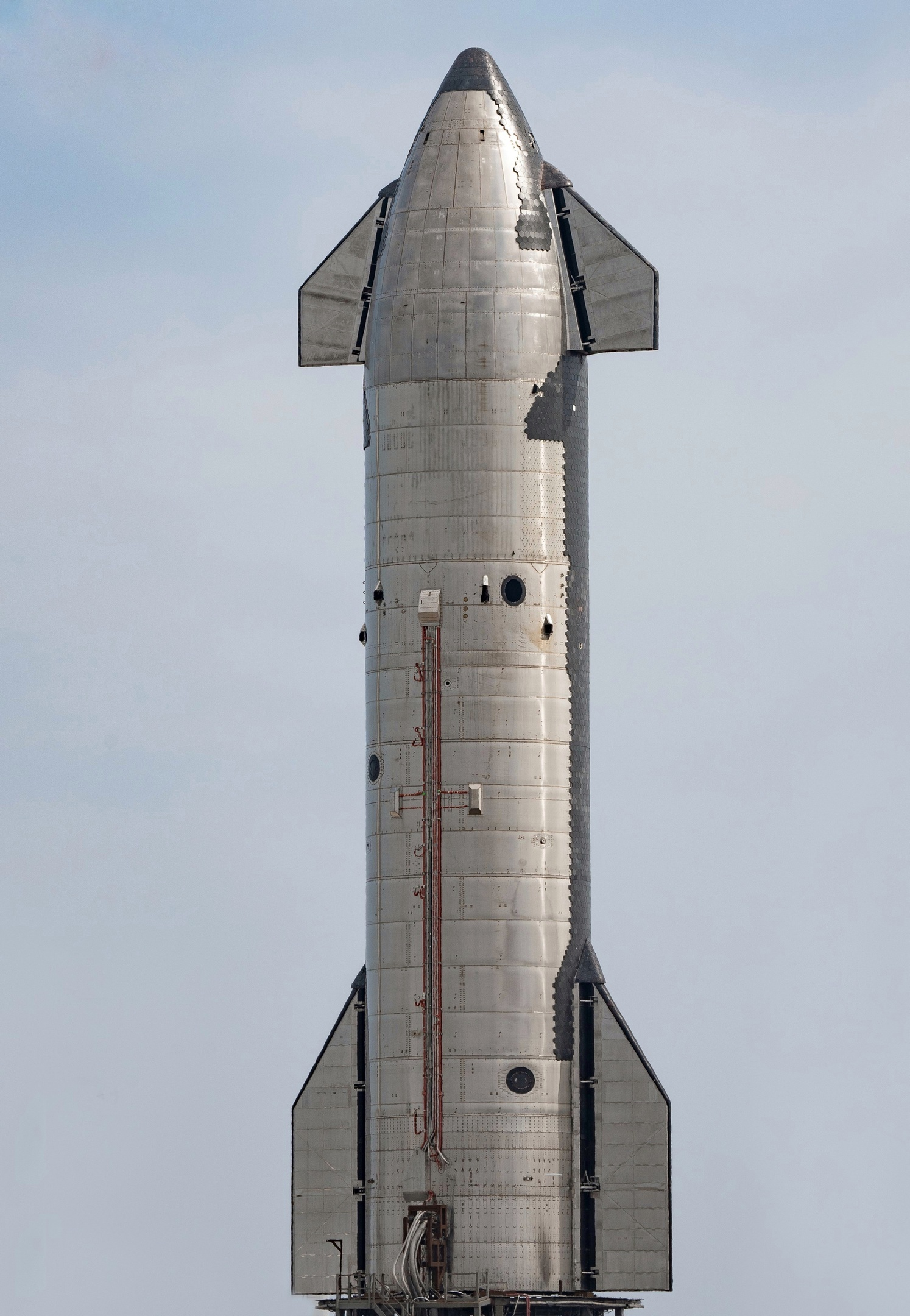
Un prototype de la Fusée Starship à Boca Chica Village.

Les premiers véhicules orbitaux sont aussi construits à Boca Chica Village. Les essais de vols ont débuté en décembre 2020. Plusieurs prototypes y ont déjà été construits et testés dans le cadre des essais suborbitaux : les deux prototypes SN8 et SN9, qui, après avoir atteint un apogée de 12,5 km, explosent pendant leur tentative d'atterrissage. Le prototype SN10 explosera lui aussi au sol des suites d'un atterrissage brutal. SN11 volera en mars 2021, et sera également un échec : il explosera en vol au moment du rallumage de ses moteurs (suicide burn). Finalement, SN15 sera le premier à atterrir correctement le 5 mai 2021. Le vol d'essai du 20 avril 2023, composé du Starship S24 et du booster Super Heavy expérimental B7, se solde par un échec : devenu incontrôlable, le lanceur s'auto-détruit après environ 4 minutes de vol.
Le programme StarShip/Super Heavy a d'ailleurs été sélectionné comme unique gagnant de l'appel d'offre de la NASA pour le Human Landing System (HLS) le 16 avril 2021, d'un montant total d'environ 2,5 milliards d’euros (2,9 milliards de dollars). SpaceX est donc le seul partenaire privé américain choisi pour développer l’Atterrisseur Lunaire Habité du Programme Artemis avec une version lunaire de son Starship et ses 100-150 tonnes de charges utiles projetées. Blue Origin et Dynetics contestent la décision de l'octroi d'un contrat unique en portant plainte à la GAO, forçant la NASA et SpaceX à suspendre les travaux relatifs à l'Atterrisseur Lunaire,. Le GAO confirme le 30 juillet 2021 la nomination de SpaceX et le fait que la réponse de la NASA sur le gagnant de l'appel d'offres était totalement conforme et respectait les lois sur les appels d'offres. SpaceX reçoit une première tranche de 300 millions de dollars du contrat du Human Landing System (HLS) dès la confirmation du jugement, mais les travaux sont à nouveau interrompus à partir d'août 2021 jusqu'en novembre 2021 en raison d'une seconde plainte en cour fédérale contre la NASA par Blue Origin. Cette plainte a toutefois été rejetée, les arguments de Blue Origin n'ayant pas été retenus par le juge, et les travaux ont repris depuis.

### Le lanceur lourd Falcon Heavy

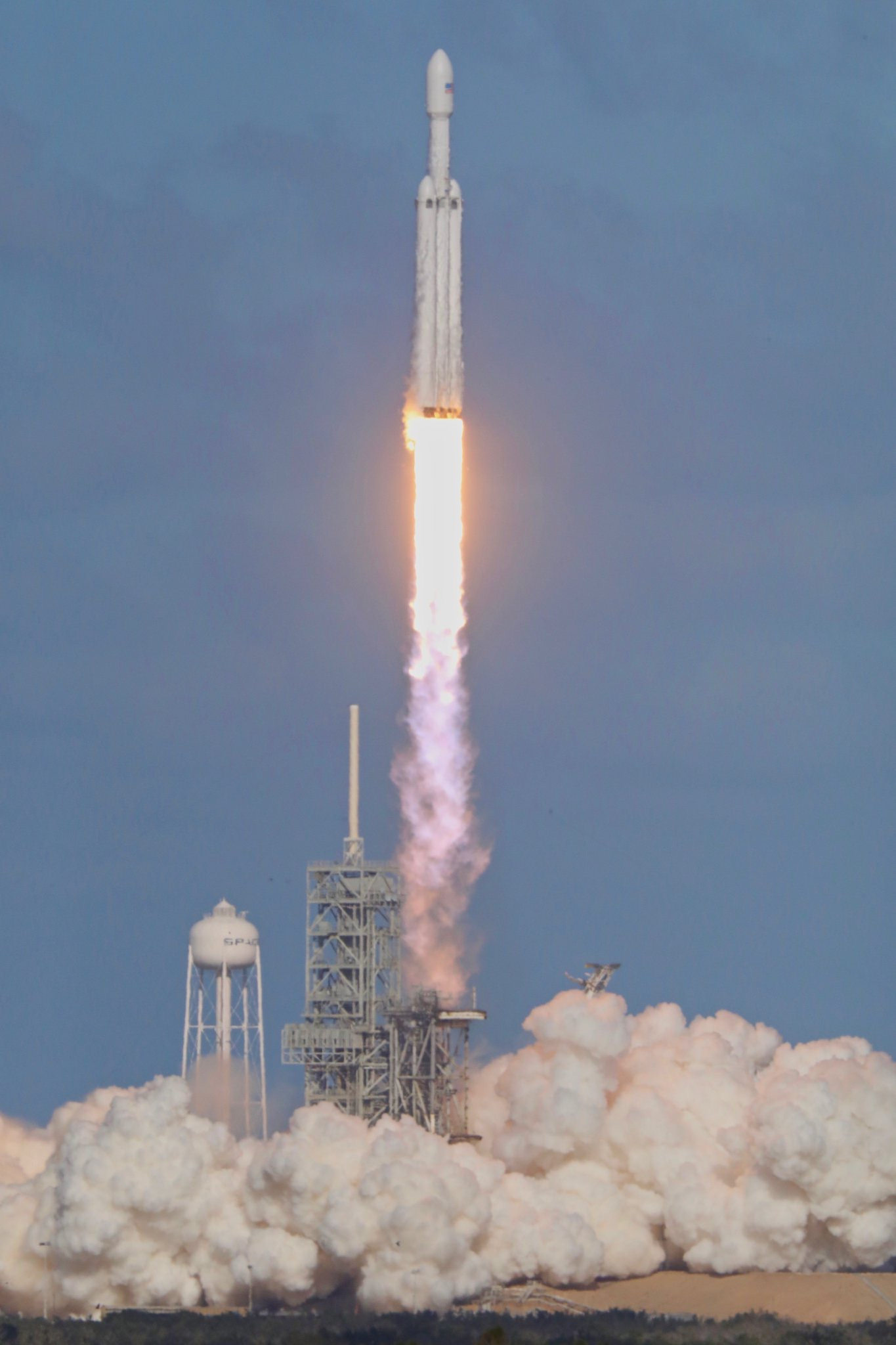
Lancement inaugural de la Falcon Heavy.

La dernière fusée de SpaceX, qui a effectué son vol inaugural le 6 février 2018, a la capacité de placer une charge utile de 63,8 tonnes en orbite basse ou de 26,7 tonnes en orbite de transfert géostationnaire. Cette dernière utilisait comme booster deux premiers étages d'une Falcon 9 en version 1.1. Avec un corps central d'une Falcon 9, elle aussi en version 1.1. La Falcon Heavy possède à elle seule 27 moteurs Merlin 1D+ pour le premier étage et les deux boosters, le second étage est quant à lui équipé d'un moteur Merlin 1D Vac qui sert pour le vide spatial. Au décollage, elle possède une poussée de 22 819 kN, pour une masse de 1 421 tonnes. C'est le lanceur super lourd opérationnel le plus puissant,, toutefois surpassé par des lanceurs déjà retirés comme Saturn V.
Le deuxième vol de la Falcon Heavy, réalisé le 11 avril 2019 à 22 h 35 (UTC) était composé de la dernière génération de premier étage, le Block V, plus puissant que les anciennes générations. Les trois propulseurs principaux sont retournés sur Terre une dizaine de minutes après le décollage.

### Le lanceur moyen Falcon 9

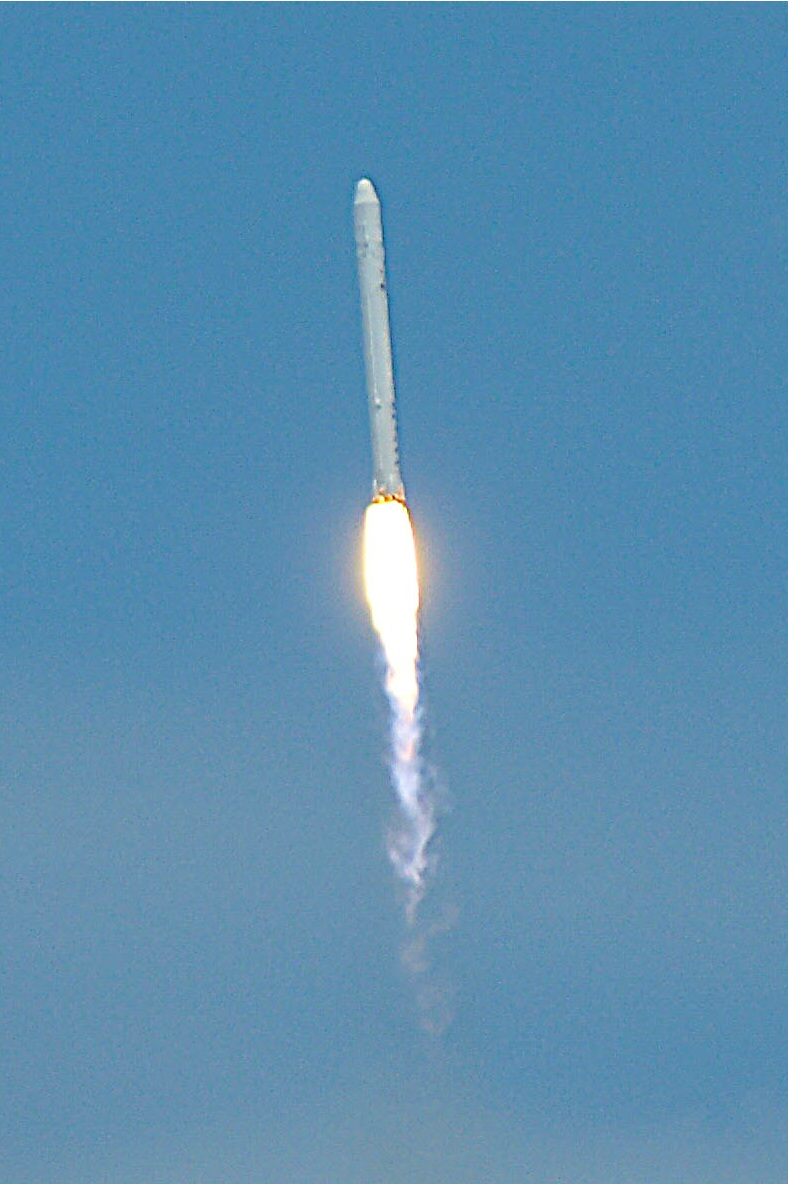
Lancement inaugural du Falcon 9.

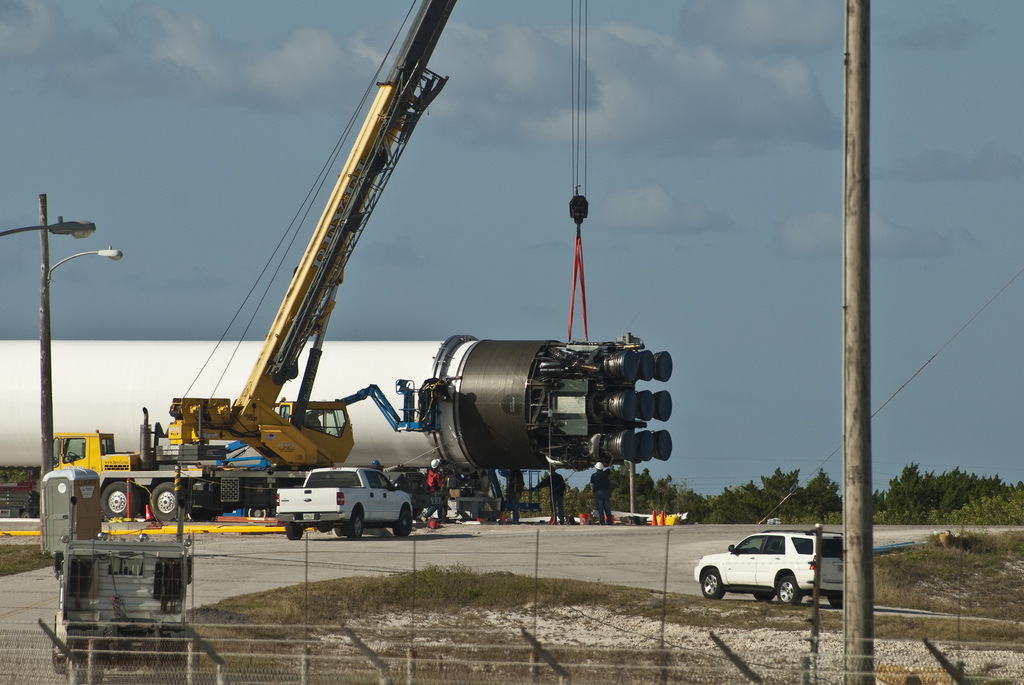
La baie de propulsion du premier étage du lanceur Falcon 9 est assemblée avec les réservoirs.

Le lanceur moyen Falcon 9, qui doit pouvoir placer 10,5 tonnes en orbite basse, a été annoncé en 2005 et dont le premier vol a eu lieu le 4 juin 2010, il est régulièrement modifié pour améliorer ses performances. C'est une fusée à deux étages haute de 55 mètres, avec un diamètre de 3,6 mètres (hors coiffe) et qui a une masse de 333 tonnes. Elle utilise comme le Falcon 1 des moteurs Merlin brûlant un mélange d'oxygène liquide et de RP-1 : le premier étage de la fusée est propulsé par neuf moteurs Merlin 1C qui développent en tout 448,9 tonnes de poussée. Le second étage, dont la structure est similaire à celle du premier étage, est propulsé par un unique Merlin-C qui est une version optimisée pour le fonctionnement dans le vide et qui développe 52,3 tonnes de poussée,.
Le lanceur ainsi que le cargo spatial Dragon ont été sélectionnés par la NASA dans le cadre du programme COTS. Ce programme a pour objectif d'assurer une partie du ravitaillement de la Station spatiale internationale pour compenser le retrait de la navette spatiale américaine fin 2010. SpaceX doit transporter, dans le cadre de ce contrat, 20 tonnes de fret d'ici à 2015 : trois vols de qualification doivent être effectués, suivis par douze vols opérationnels s'étalant jusqu'en 2015. En décembre 2008, la NASA a passé commande de douze lancements pour une capacité cargo totale de 20 tonnes au minimum et pour un montant de 1,6 milliard de dollars. Les clauses du contrat prévoient qu'il peut être étendu jusqu'à concurrence d'un montant de 3,1 milliards de dollars.
La qualification pour le programme COTS, qui constitue aujourd'hui le gros du carnet de commandes du lanceur, est un enjeu majeur pour SpaceX. Pour qualifier le lanceur et le vaisseau SpaceX Dragon pour le ravitaillement de la Station spatiale internationale, trois vols de difficulté croissante doivent être réalisés avec succès. Fin mai 2010, SpaceX, qui a reçu 350 millions de dollars d'avances de la part de la NASA, a annoncé à l'agence spatiale américaine qu'elle ne prévoyait plus qu'un seul vol de démonstration en juillet 2010. Le deuxième vol, COTS-2, qui a nécessité des développements complémentaires, a été réalisé le mardi 22 mai 2012 à 3 h 44 (heure locale), 8 h 44 GMT, de Cap Canaveral (Floride, EST). Le troisième vol a commencé avec le lancement de la capsule Dragon le 1er mars 2013, elle s'est amarrée à la Station spatiale internationale le 3 mars. Lors de son retour sur Terre, outre des conteneurs à déchets, la capsule Dragon ramènera des boîtiers contenant des expériences scientifiques.

### Le lanceur léger Falcon 1
Le lanceur léger Falcon 1 fut la première fusée développée par SpaceX, elle n'est actuellement plus en service. Ce lanceur léger de 27 tonnes et haut de 21 mètres peut, selon son constructeur, placer 650 kg en orbite basse. Il comporte deux étages : le premier étage est propulsé par un moteur Merlin tandis que le second étage est propulsé par un moteur Kestrel également développé par SpaceX. Une nouvelle version dite « Falcon 1e » était prévue pour utiliser notamment une version plus puissante du moteur Merlin.

### Le vaisseau Dragon
SpaceX Dragon est un cargo spatial développé pour desservir la Station spatiale internationale dans le cadre du programme COTS. Le premier exemplaire en version cargo a été lancé le 8 décembre 2010 par une fusée Falcon 9. Le vaisseau est capable de transporter 6 tonnes en orbite basse et plus de 2 tonnes jusqu'à la station spatiale. Il comporte deux sous-ensembles : la partie pressurisée d'une contenance de 10 m3 et la partie non pressurisée qui dispose également d'une capacité cargo de 14 m3. Le cône de la capsule est amovible et comporte une écoutille lui permettant de s'amarrer à la station spatiale internationale. La partie pressurisée de forme classique en tronc de cône dispose d'un bouclier thermique et de parachutes lui permettant de revenir sur Terre en emportant du fret. Le vaisseau est conçu pour pouvoir transporter dans une version ultérieure un équipage. Le lancement de qualification COTS-2 avec la capsule Dragon a été réalisé le mardi 22 mai 2012 à 3 h 44 (heure locale), 8 h 44 UTC, de Cap Canaveral (Floride, EST). Le 1er mars 2013, la fusée Falcon-9 a lancé la deuxième capsule de ravitaillement Dragon, qui s'est amarrée à la Station spatiale internationale le 3 mars, elle apporte en tout 575 kg de fret dont 347 kg d’équipements scientifiques, 81 kg de vivres et 135 kg de matériels divers. À cela s’ajoutent des « cadeaux » pour les six astronautes de la Station avec notamment des fruits frais. Le retour du vaisseau cargo est prévu le 25 mars 2013. Pour son retour, celui-ci ramènera sur Terre de nombreuses expériences scientifiques, et c'est, à ce jour, le seul vaisseau capable de cette prouesse.

### La famille de moteurs Merlin

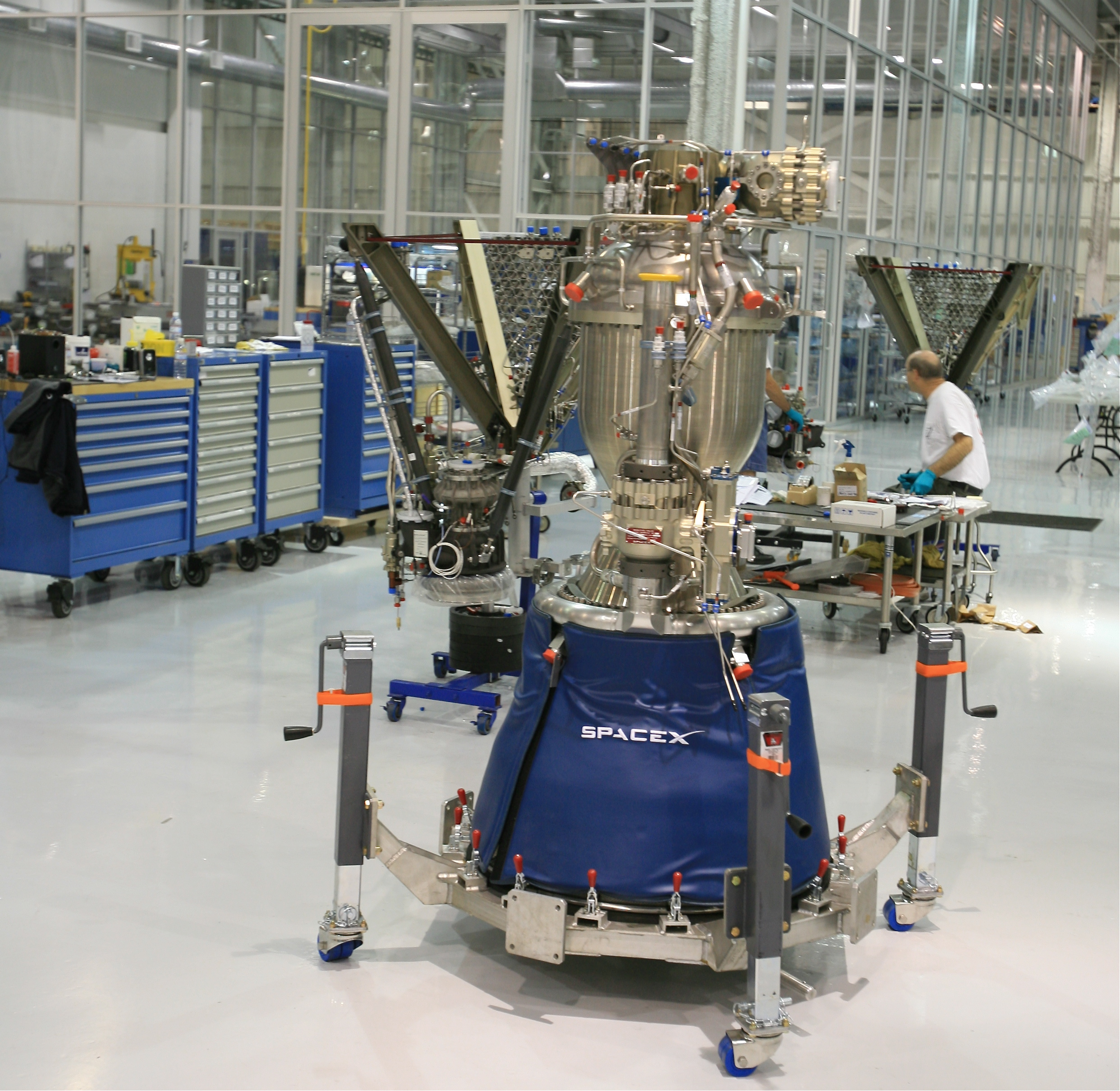
Un moteur Merlin.

Le moteur-fusée Merlin est le propulseur utilisé par les lanceurs Falcon 1 (1er étage) et Falcon 9 (1er et 2nd étages) développés par SpaceX. Ce moteur-fusée à ergols liquides brûle de l'oxygène liquide et du RP-1 (une variante du kérosène) qui constitue le mélange le plus utilisé par les moteurs développés récemment. Le Merlin comporte une turbopompe unique mise en mouvement par un générateur de gaz. Plusieurs versions ont été développées dont la poussée au niveau de la mer est comprise entre 55,6 et 93 tonnes. Les premières versions du moteur utilisaient un revêtement ablatif, pour des raisons de performance, le refroidissement est assuré, à partir de la version 1C du moteur, par le kérosène qui circule dans la paroi de la chambre de combustion et de la tuyère.

### Le moteur Kestrel
Le Kestrel est un moteur-fusée à ergols liquides de 31 kN de poussée, développé par SpaceX pour propulser le deuxième étage de son lanceur léger Falcon 1. Un mélange d'oxygène liquide et du RP-1 alimente la chambre de combustion par mise sous pression des réservoirs. Ce moteur n'est plus construit depuis l'abandon du programme Falcon 1.

### Le moteur Draco

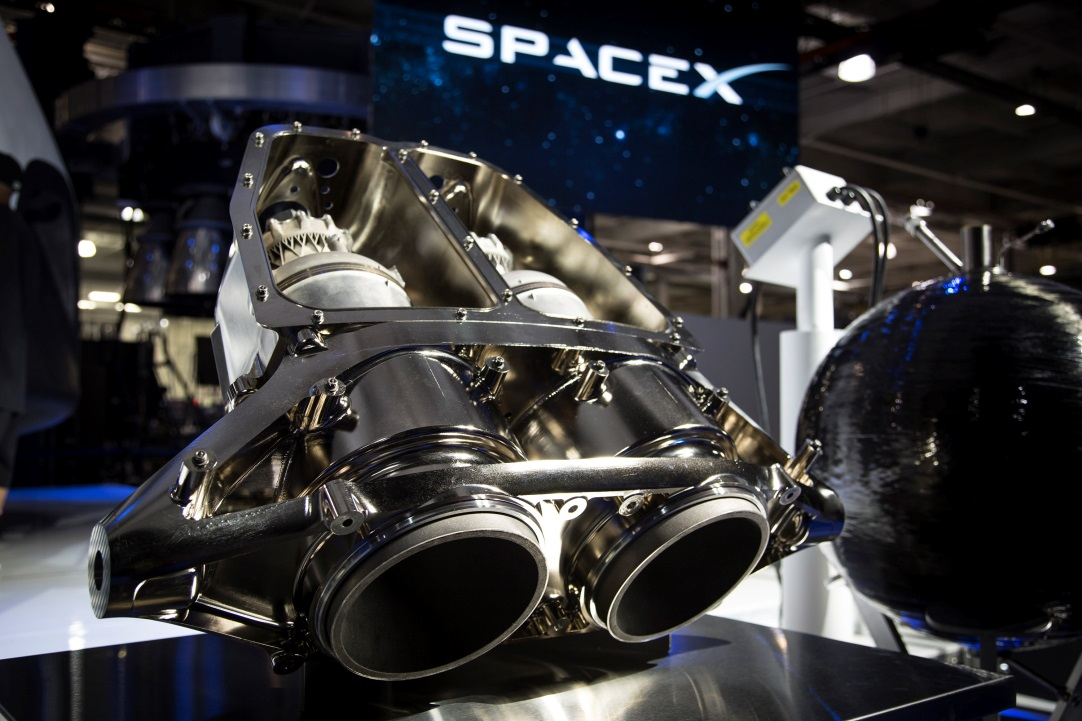
Moteur SuperDraco.

Le Draco est un moteur-fusée de faible poussée (400 newtons) développé par SpaceX pour le cargo spatial SpaceX Dragon. Il est utilisé pour les manœuvres orbitales et les corrections d'attitude. Il brûle un mélange hypergolique de MMH et de peroxyde d'azote et peut être rallumé de nombreuses fois. Une version beaucoup plus puissante, baptisée SuperDraco est développée à partir de 2012 pour la version transports de passagers du vaisseau SpaceX Dragon.

### Le moteur Raptor

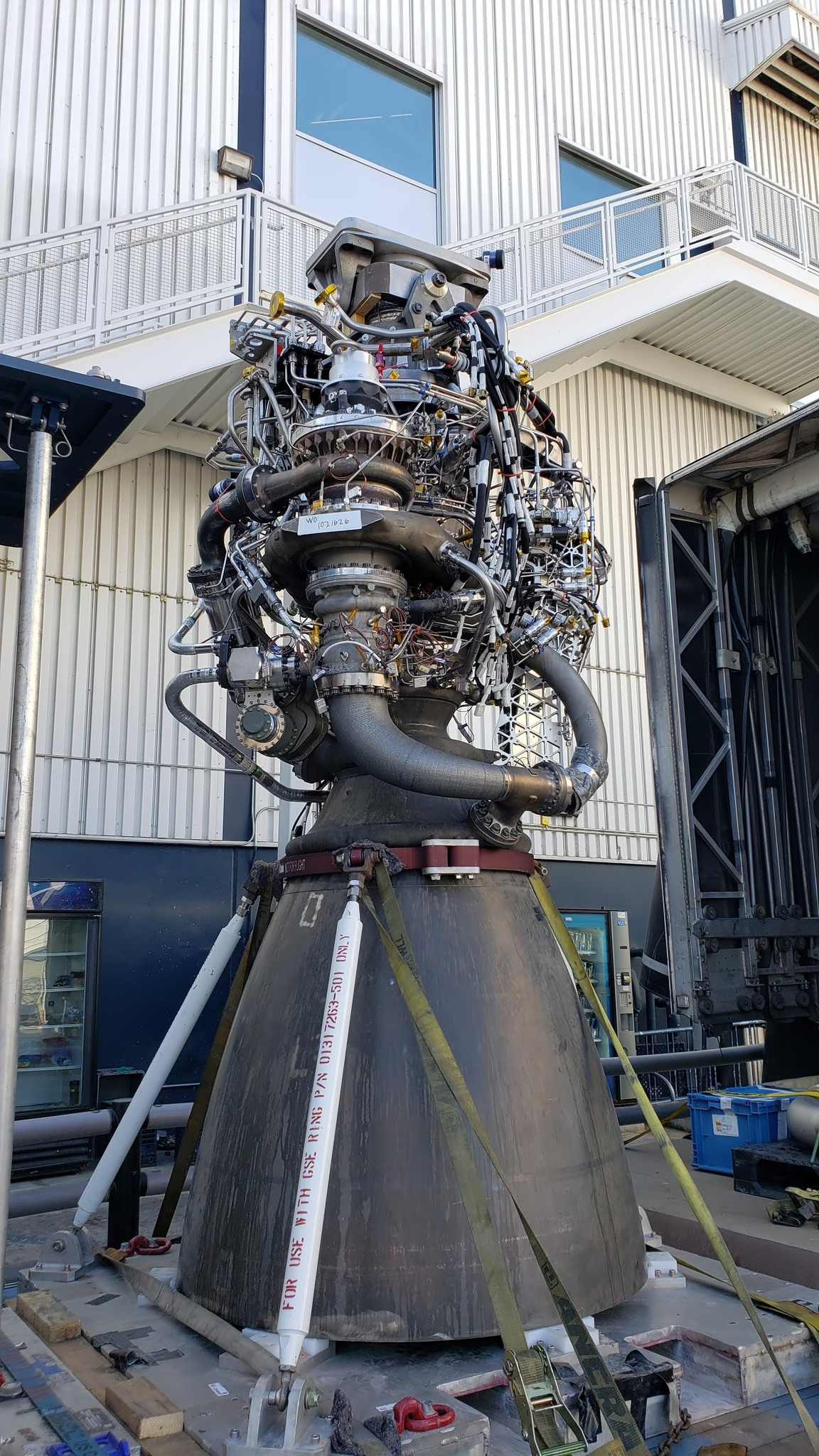
Le moteur Raptor dans sa configuration Sea Level.

SpaceX travaille depuis 2011 à la conception d'un nouveau moteur baptisé Raptor. Initialement, celui-ci doit utiliser un mélange hydrogène-oxygène liquide, mais fin 2012 le dirigeant de SpaceX indique que le moteur, destiné à propulser un étage supérieur, brûlera un mélange méthane/oxygène liquide (LOX). Contrairement au Merlin, le moteur utilise la technique de la combustion étagée à flux complet, plus performante, mais plus complexe.
En janvier 2016, SpaceX décroche un contrat de partenariat public-privé avec l'Air Force pour le développement de ce moteur. L'Air Force investit 33,6 millions de dollars à condition que SpaceX investisse au moins le double sur ses fonds propres. Ce montant pourrait être porté à 67,3 millions dans le futur. Le contrat porte sur le développement d'un prototype complet d'une version du Raptor adaptée au second étage des lanceurs Falcon 9 et du Falcon Heavy. Le moteur sera finalement utilisé pour le nouveau véhicule réutilisable Starship et son unique booster Super Heavy.
Le moteur est dérivé en 3 catégories : les Raptors pour le vide spatial (Raptor Vacuum, ou Rvac), avec une tuyère un peu plus longue, le Raptor Sea Level pour le vol atmosphérique du Starship, qui ont été utilisés pour les vols des prototypes Starhopper, SN5, SN6, SN8, SN9, SN10, SN11 et SN15 (placés généralement sur le centre de l'appareil, on les appelle aussi Raptors center, ou RC) et enfin les Raptors utilisés sur le booster SuperHeavy (qui devrait compter 27 Raptors sur les vols de tests orbitaux, mais qui devrait en compter 33 au total), appelés les Raptors Booster (ou RB).
Les premiers composants du moteur ont été testés sur le centre spatial de la NASA à Stennis (Mississippi) en 2016. Début février 2019, Le moteur subit un premier test en allumage statique, tandis qu'en août 2019, il est pour la première fois utilisé sur le vol de test du prototype de Starship Starhopper, à Boca Chica Village (Texas). Le 9 décembre 2020, 3 moteurs sont testés simultanément sur le vol de SN8, le premier prototype de Starship à effectuer un vol à plus de 12,5 km (vol dit suborbital). Début 2022, Le système entièrement nouveau Starship/SuperHeavy devrait effectuer un premier vol orbital, mettant en action 6 Raptors sur le Starship SN20, dont 3 Raptor sea level au centre (RC) et 3 Rvac sur les côtés, et les 27 Raptors du prototype de SuperHeavy BN4 (RB). Dans sa version finale, le Booster SuperHeavy comptera 33 Raptors et le Starship aura 9 Raptors (dont 6 Rvac), selon les récentes déclarations d'Elon Musk.
Une seconde version du moteur, nommé le Raptor 2, est actuellement en phase de test et devrait à terme remplacer le Raptor utilisé jusqu'à maintenant. Un test a eu lieu à l'horizontal le vendredi 7 janvier 2022. Ce moteur fournirait une poussée de 230 tonnes.

### Le vaisseau Crew Dragon

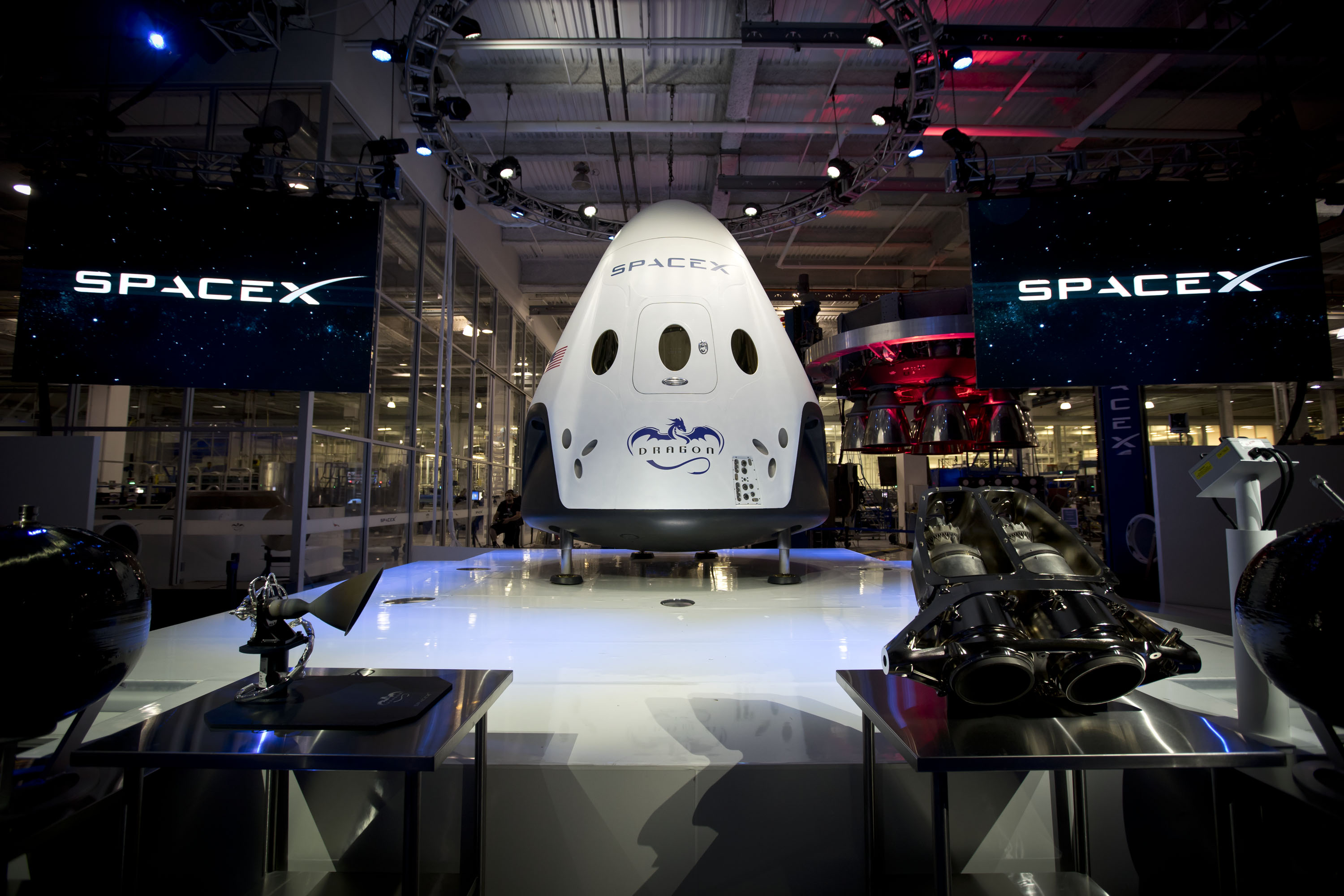
Vaisseau Crew Dragon (ex-Dragon V2).

Le Crew Dragon (ou SpaceX Dragon 2) est un véhicule spatial développé par la société SpaceX pour le compte de l'agence spatiale américaine, la NASA, qui assure depuis 2020 la relève des équipages de la Station spatiale internationale. Le vaisseau est capable de transporter un équipage de quatre astronautes en orbite basse. Crew Dragon est avec CST-100 de Boeing l'un des deux vaisseaux développés en réponse à l'appel d'offres du programme CCDeV lancé en 2010. Ce dernier avait pour objectif de reprendre les missions assurées provisoirement par les vaisseaux russes Soyouz à la suite du retrait de la navette spatiale américaine en 2011.
Le vaisseau est largement inspiré du cargo spatial SpaceX Dragon qui assure depuis 2012 une partie du ravitaillement de la Station spatiale internationale. D'une masse à vide de plus de 6,3 tonnes, le vaisseau permet de transporter une charge utile de 6 tonnes maximum répartie entre les parties pressurisées et non pressurisée et il peut ramener sur Terre jusqu'à 3 tonnes de fret dans sa partie pressurisée. Le vaisseau est placé en orbite par une fusée partiellement réutilisable Falcon 9 développée par le même constructeur. Comme le CST-100 et au contraire des générations précédentes des vaisseaux spatiaux chargés de transporter un équipage (Soyouz, Apollo et Mercury), le dispositif de sauvetage utilisé en cas d'anomalie durant le lancement est constitué de moteurs-fusées intégrés qui écartent le vaisseau du lanceur. Le vaisseau Crew Dragon se différencie du CST-100 principalement par l'intégration des servitudes à la capsule de l'équipage (sur le CST-100 ces équipements sont contenus dans un module de service distinct qui est largué avant la rentrée atmosphérique), par une superficie de panneaux photovoltaïques plus élevée lui fournissant une autonomie prolongée en vol libre ainsi que par la capacité à emporter une charge utile externe de plusieurs tonnes dans le module cylindrique creux baptisé tronc qui prolonge le vaisseau spatial. Contrairement au CST-100 le Crew Dragon se pose en mer à son retour sur Terre. Le vaisseau est conçu pour être réutilisé.
Le développement du vaisseau prend un retard important à la suite de problèmes de financement et de mise au point : le premier vol avec équipage, qui était prévu initialement prévu en 2016, est progressivement repoussé à 2020. Le premier vol de qualification sans équipage est effectué le 2 mars 2019, et le premier vol avec équipage a lieu le 30 mai 2020. La mise en service opérationnelle du vaisseau (vol du 16 novembre 2020) met fin à la situation de dépendance de la NASA vis-à-vis de l'agence spatiale russe pour la relève de ses équipages. Le vaisseau Crew Dragon doit non seulement transporter les équipages, mais également remplacer la version cargo SpaceX Dragon pour le transport de fret à la station spatiale internationale.
Le 18 mars 2025, deux astronautes américains, restés plus de neuf mois à bord de la Station spatiale internationale en raison de problèmes techniques, sont finalement revenus sur Terre à bord de la capsule Crew Dragon de SpaceX, concluant une mission prolongée.

## Études et projets

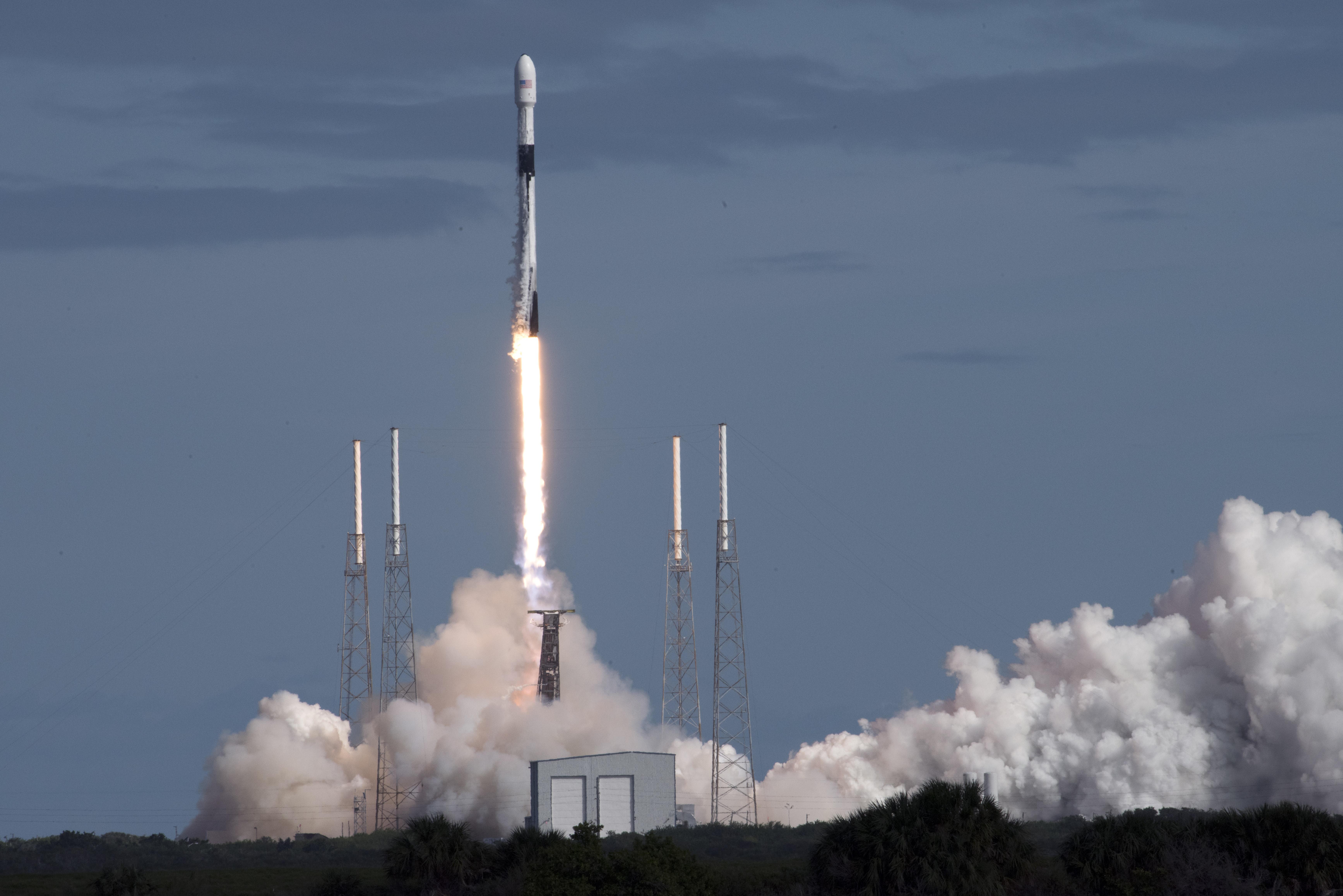
Image du d'écolage du lanceur spatial Falcon 9 de SpaceX.

### Colonisation de Mars
L'ambition martienne d'Elon Musk date d'au moins 2001, et est faite d'une succession d'annonces fracassantes sans cesse repoussées. Après avoir initialement déclaré qu'il aurait envoyé des hommes sur Mars dès 2013, il s'engage en 2011 à avoir colonisé la planète rouge « dans 10 ans dans le meilleur des cas, sinon 15 ou 20 ans » (en 2021, 2026 ou 2031),. En 2017, il affirme que ses Starships seront sur Mars en 2024. Plus de dix ans après le début de ces déclarations, l'ambition martienne n'a pas beaucoup évolué et l'entrepreneur parle alors d'un horizon 2028 ou 2029, ce qui correspond finalement aux projections de la NASA contre lesquelles il avait bâti sa communication. Par ailleurs, les experts du secteur mettent en doute l'optimisme sans cesse renouvelé de ces annonces, peu cohérentes avec les contraintes objectives.
En juin 2013, Musk parle pour la première fois d’un transporteur colonial martien (Mars Colonial Transporter) en se référant au projet de développement financé par le secteur privé pour concevoir et construire un système de vol spatial, des véhicules de lancement et des capsules spatiales pour transporter les humains vers Mars et retourner sur Terre. En mars 2014, Gwynne Shotwell déclare qu'une fois que la version habitable du dragon et le Falcon Heavy seraient en service, la priorité pour les ingénieurs de l'entreprise équipe sera de développer la technologie nécessaire pour les missions vers Mars. Selon Steve Jurvetson, Musk croit que d'ici à 2035 au plus tard, il y aura des milliers de fusées qui transporteront un million de personnes vers Mars dans le but de créer une colonie humaine autonome. À plusieurs reprises, Elon Musk a exprimé son intérêt de se rendre lui-même sur Mars et a même déclaré vouloir mourir sur Mars, mais pas en s'y écrasant.
En avril 2016, Elon Musk déclare vouloir faire atterrir sur Mars une capsule Dragon en 2018 et commencer alors un programme intensif prévoyant d'envoyer des vaisseaux à destination de Mars tous les deux ans quand la Terre et Mars entrent en opposition. Cette séquence devrait aboutir par une mission habitée qui touchera le sol de la planète rouge en 2025,. Il annonce officiellement ses plans de colonisation de Mars en septembre 2016 à Guadalajara au Mexique.
Fin septembre 2017, Elon Musk indique vouloir envoyer deux vols cargos pour Mars en 2022. Il indique aussi vouloir commencer la colonisation de Mars en 2024 avec deux vols cargos supplémentaires et deux vols habités. Les premiers colons auraient pour objectif d'aménager la première base martienne à l'aide d'éléments envoyés par les cargos. Ces vols devraient être assurés par le vaisseau présenté lors de sa conférence en fin septembre 2017 : le BFR, renommé aujourd'hui Starship. Toutes ces missions sont finalement ajournées.
Après près de quinze ans de déclarations fracassantes, aucun projet martien de SpaceX ne semble sur pied en 2025, et la plupart des experts en études spatiales considèrent ces déclarations et projets comme fantaisistes et irréalistes.
Le programme martien de SpaceX est généralement perçu par les experts du secteur comme vague et farfelu en raison notamment des incertitudes liées au financement, mais aussi parce qu'il tourne entièrement autour de l'unique question du transport (toujours pas réglée), sans jamais rien proposer de concret sur les étapes suivantes. En juillet 2019, SpaceX n'avait toujours pas encore détaillé publiquement les plans relatifs aux systèmes de survie, à la protection contre les radiations et aux ressources à exploiter sur place, qui sont essentiels à la colonisation de l'espace.
George Dvorsky, qui écrit pour Gizmodo, qualifie le calendrier de Musk pour la colonisation martienne d'« effroyablement irrationnel » et de « pur délire ».

### Constellation Starlink
Annoncé en 2015, le projet Starlink est de constituer une constellation de satellites capable de fournir un accès mondial à Internet. Les premiers satellites de télécommunications opérationnels sont lancés en 2019 pour une mise en service en 2020, leur nombre devant atteindre 12 000 exemplaires en orbite terrestre basse, voire beaucoup plus,. Alors que le nombre total de satellites en orbite à l'époque du lancement n'est que de 2 000, cette occupation des orbites soulève des inquiétudes concernant les risques de débris spatiaux et la pollution lumineuse du ciel nocturne.

### Survol lunaire par un équipage

#### Première version (2017)
Le 27 février 2017, Elon Musk déclare que SpaceX a le projet de lancer vers la Lune fin 2018 un vaisseau Dragon V2, avec un équipage constitué de deux passagers payants. Le vaisseau, dont la qualification en vol devait être effectuée en 2018, aurait été lancé par une fusée Falcon Heavy. On dispose de peu d'informations sur le déroulement du vol qui aurait duré environ 2 semaines et aurait été essentiellement balistique (sans propulsion) : le vaisseau aurait dû être lancé sur une orbite elliptique suffisamment haute pour contourner la Lune avant de revenir vers la Terre,.

#### Deuxième version (2018)
En septembre 2018, une nouvelle version du projet est annoncée. Il s'agit dorénavant d'utiliser le Starship afin d'emporter de nombreux passagers vers la Lune.
Le 17 septembre 2018, Elon Musk dévoile le premier passager commercial du projet, le milliardaire japonais Yūsaku Maezawa. Celui-ci annonce qu'il emmènera avec lui une dizaine d'artistes lors de son voyage. Il évoque aussi la possibilité de prendre des astronautes expérimentés ainsi qu'Elon Musk dans son équipage.

### Service de cryptage
Selon Bloomberg, en janvier 2025, SpaceX serait en négociation pour fournir une gamme complète de services de chiffrement au gouvernement italien, des services de cryptage pour internet et la téléphonie, des services de communication pour l’armée et le déploiement de services de satellites pour les situations d’urgence, de terrorisme ou de catastrophe naturelle, pour un montant de 1,5 milliard de dollars.